# Doggerbanki incidens

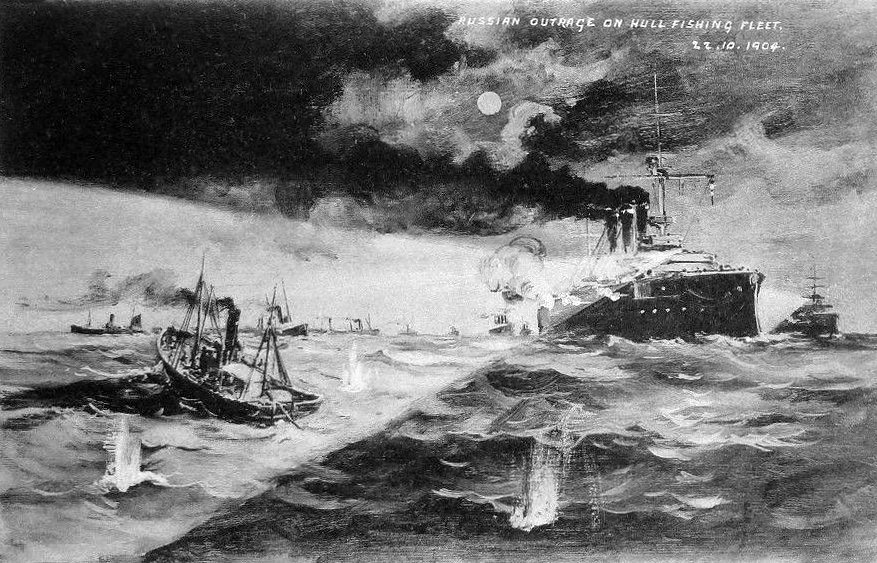
Az incidens egy korabeli brit képeslapon ábrázolva

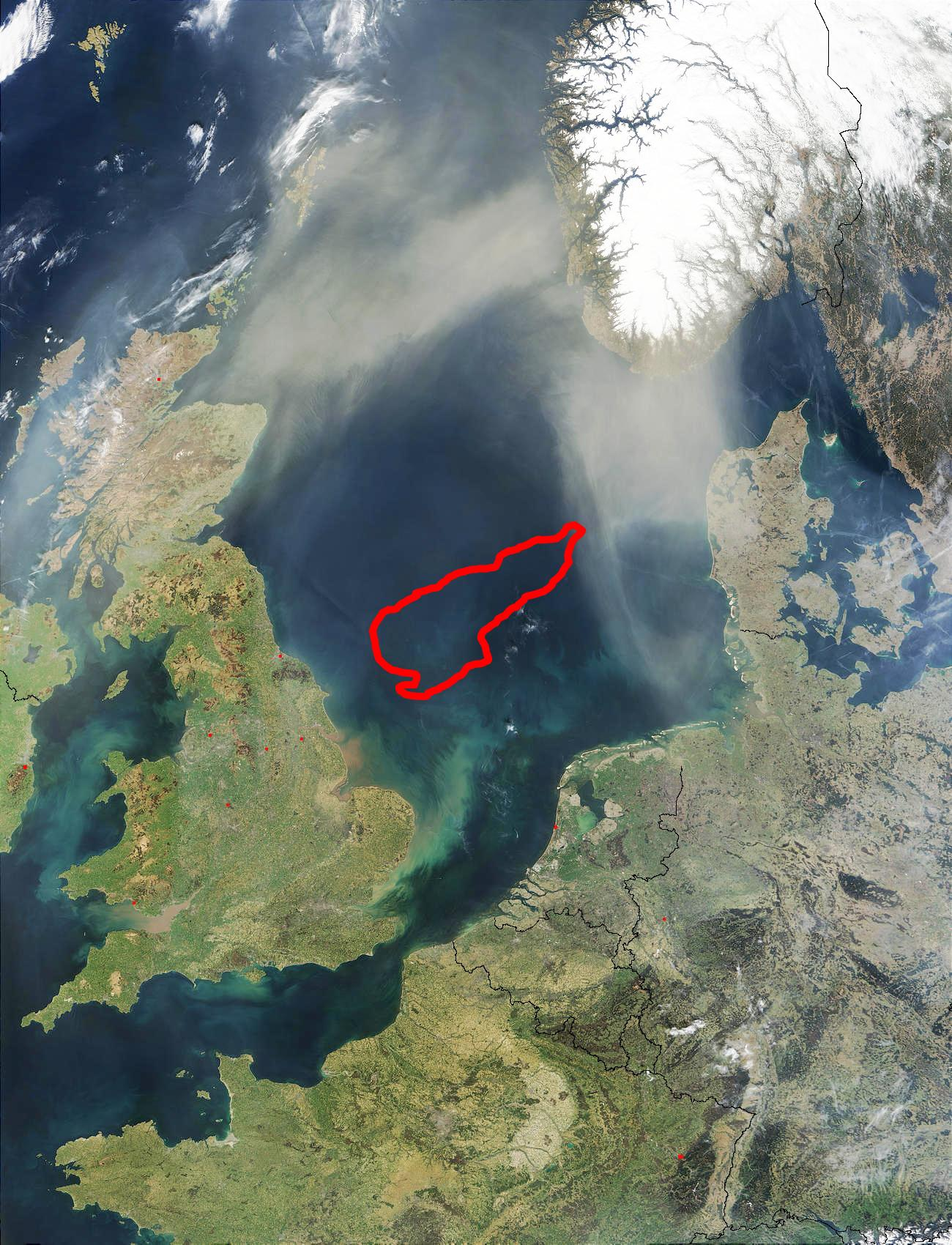
A Doggerbank (Dogger-pad) elhelyezkedése az Északi-tengeren

A doggerbanki incidens avagy hulli incidens (oroszul: Гулльский инцидент, angolul: Dogger Bank incident avagy Russian Outrage) az orosz–japán háború során a Balti-tengerről a Távol-Keletre induló orosz hajóraj agresszív fellépése volt – tévesen japán torpedónaszádoknak vélt – brit halászhajók ellen az Északi-tengeren 1904. október 21–22-én éjjel.
A tragikomikus orosz akció jórészt a bizonytalan hírszerzési jelentések következménye volt, melyek japán hadihajók jelenlétéről szóltak az Északi-tengeren. Számos orosz beszámoló szerint a lövöldözéshez az vezetett, hogy a fokozott készültségtől megfáradt, alacsony képzettségű tengerészeken eluralkodott a pánik az új és halálos fegyvernek számító torpedók miatt. A mintegy 30 hajóból álló brit halászflottából egy hajó elsüllyedt, több másik megrongálódott a lövetés során. A halászok közül két fő veszítette életét, többen megsebesültek. Az oroszoknak is volt két halottjuk, mivel a zűrzavarban saját hajóikat is ellenségesnek vélték és célba vették.
Az incidens diplomáciai konfliktust eredményezett, amit mind a brit, mind az orosz fél felsőbb vezetése azonnal békésen igyekezett rendezni, bár alacsonyabb szinteken és a sajtó felületein folyó kommunikáció napokig egy brit–orosz háború kitörésével fenyegetett.
Az eseményeket a két érintett fél közös megegyezése alapján egy Párizsba összehívott nemzetközi vizsgálóbizottság vizsgálta ki, mely többségi döntéssel az orosz flotta felelősségét állapította meg az ügyben, miután semmiféle jelét nem találták annak, hogy bármiféle japán hadihajó tartózkodott volna az Északi-tengeren a kérdéses időszakban. Oroszország a döntést nem fogadta el hivatalosan és kitartott a saját tengerészei azon állítása mellett, miszerint ellenséges szándékú torpedónaszádok is részesei voltak az incidensnek. A diplomáciai konfliktus rendezése érdekében azonban az orosz kormányzat kifizette a rá kirótt kártérítési összeget.
Az incidens jelentős szerepet játszott az európai hatalmi politika első világháború előtti alakulásában. A Japán elleni háborúban az oroszokat segítő német külpolitika igyekezett egy német–orosz szövetséget tető alá hozni, feltörve ezzel a francia–orosz szövetséget, vagy egy brit-ellenes „kontinentális blokkot” létrehozni a három ország részvételével. Utóbbi német elképzelés szerint a német–orosz szövetség létrejöttéről a franciákat csak utólag tájékoztatták volna, amihez viszont az oroszok nem járultak hozzá. Franciaország ellenben sikeresen lépett fel közvetítőként a britek és az oroszok között, és az incidens rendezése illetve az orosz–japán háború után hamar normalizálódott a két birodalom kapcsolata. Ez 1907-ben a szentpétervári orosz–brit szerződéshez vezetett, amivel létrejött a hármas antant.

## Előzmények

### Brit-orosz geostratégiai ellentétek

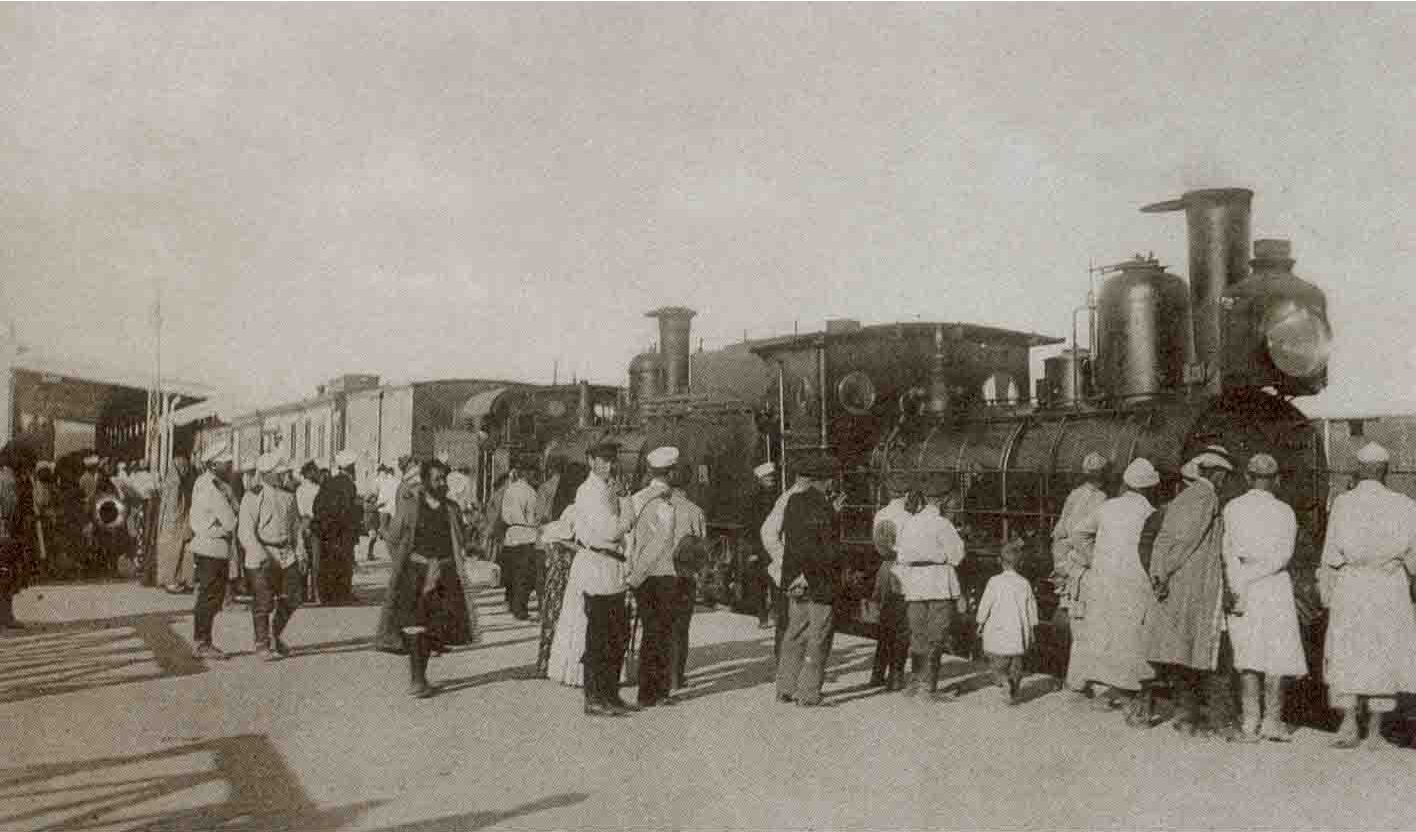
Vasútállomás Taskentben 1903-ban

A doggerbanki incidenshez jelentősen hozzájárult a két gyarmatosító nagyhatalom, Oroszország és Nagy-Britannia közötti több évtizedes rivalizálás, ami bizalmatlanságot szült közöttük. Ez a rivalizálás kiélesedett a 19. század végén, mikorra Oroszország Belső-Ázsiában terjeszkedve nagy ütemben építette ki vasúthálózatát, amivel a kereskedelmi előnyökön kívül hatalmas hadseregeit is rövid idő alatt eljuttathatta a birodalom legtávolabbi pontjaiig. 1904-ben adták át a Transzszibériai vasútvonal Orenburgot Taskenttel összekötő leágazását, amivel az oroszok Afganisztán határának közelébe értek, és ami által a britek Indiát érezték fenyegetve. Az orosz expanziót látva Nagy-Britannia a Távol-Keleten Oroszországgal rivalizáló Japánnal lépett szövetségre 1902-ben.
Az 1900-as kínai bokszerlázadás során Oroszország megszállta a Kína északi részén lévő Mandzsúria területét, ahonnan a felkelés leverése után sem volt hajlandó kivonulni. Miután az oroszok Japán többszöri felszólításának sem tettek eleget, a szigetország 1904 februárjában előzetes hadüzenet nélkül támadást intézett a távol-keleti orosz erők ellen, amivel kezdetét vette az orosz–japán háború. Nagy-Britannia a konfliktusban semlegesnek nyilvánította magát, de amennyire a semlegesség engedte, igyekezett Japánt támogatni, ami pedig több alkalommal feszültséget okozott a brit-orosz viszonyban.

### Brit-orosz konfliktusok az orosz-japán háború idején

#### A szénszállítmányok körüli vita
Oroszország a Japánnal vívott háború kezdetén tiltott árunak nyilvánította a szenet, ami azt jelentette, hogy minden Japánba tartó, vagy japán megrendelésre szenet szállító hajót lefoglalhattak. Ez sértette a brit érdekeket, mivel sok szenet szállítottak Japánba és szövetségesükként igyekeztek támogatni őket ilyenképpen a háborúban. Válaszintézkedésként a britek megtiltották, hogy az orosz hadihajókat brit kikötőkben szénnel lássák el. Ez a válaszlépés később jelentős ellátási nehézségeket okozott az oroszoknak.

#### AMalacca-incidens
1904 nyarán több brit-orosz tengeri incidens is feszültséget okozott. Július elején az Orosz Önkéntes Flotta két hajója kereskedelmi járműként hajózott ki a Fekete-tengerről, majd a Földközi-tengerre kiérve segédcirkálókként kezdtek el portyázni és brit illetve német kereskedelmi hajókat fogtak el. A legjelentősebb zsákmányuk július 13-án a Hongkongba tartó brit Malacca volt. A hajó az utasai és szokványos rakománya mellett lőszereket is szállított a semlegesnek számító kikötőbe. Az oroszok átvették a hajó irányítását és áthaladtak vele a Szuezi-csatornán orosz zászló alatt, ami nagy közfelháborodást okozott Nagy-Britanniában. A sajtóban a hajó visszavételét követelték – akár erőszakos fellépés árán is. Július 19-én a brit kabinet figyelmeztette Oroszországot, hogy megelőző lépéseket fog tenni annak érdekében, hogy ilyen eset többet ne fordulhasson elő. Az oroszok végül meghátráltak a kérdésben és a Malaccát a Kréta szigetén lévő Szuda-öbölben szabadon engedték.

#### AKnight Commander-incidens
A másik, és jóval nagyobb horderejű konfliktust a két ország között 1904 nyarán a Knight Commander-incidens okozta a Távol-Keleten. Július 24-én a vlagyivosztoki hajóraj elfogta és elsüllyesztette a Knight Commander brit teherhajót. A vlagyivosztoki zsákmánybíróság utólag a hajóraj eljárását jogosnak ítélte meg, de Angliában nagy felháborodást okozott az eset és hevesen tiltakoztak az orosz eljárás ellen. Hosszas tárgyalásokat követően az orosz haditengerészeti minisztérium megegyezett a britekkel abban, hogy parancsban tiltják meg újabb brit hajók elsüllyesztését.

### A Második Csendes-óceáni Hajóraj felállítása

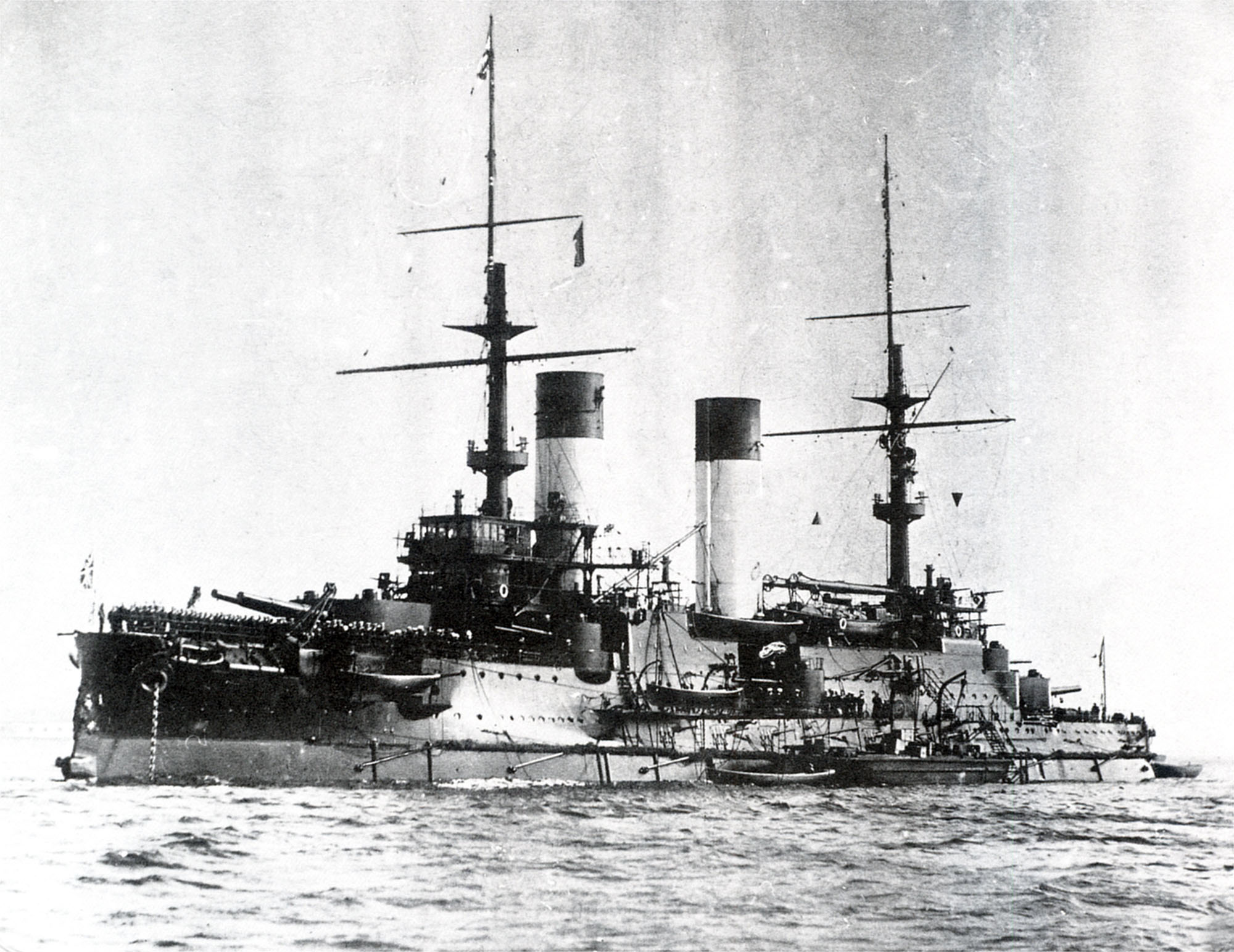
Knyáz Szuvorov, az orosz zászlóshajó

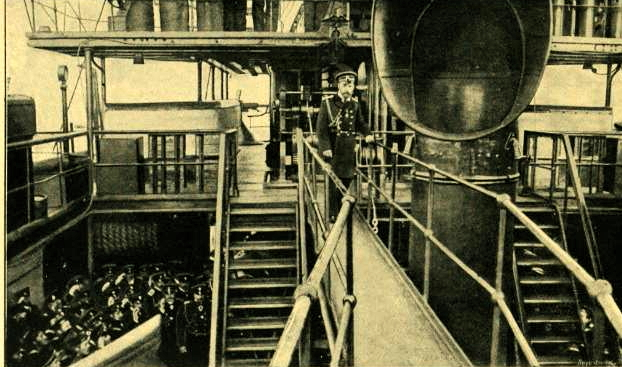
Miklós cár a Knyáz Szuvorov fedélzetén a hajóraj indulása előtt

Az orosz–japán háború elején a japánok meglepetésszerű támadást hajtottak végre a Port Arthurban állomásozó orosz hajóraj ellen torpedónaszádokkal, ahol az új fegyvernek számító torpedók két csatahajót és egy cirkálót rongáltak meg súlyosan. Egy másik viszonylag újnak számító fegyver, egy tengeri akna süllyesztette el a Petropavlovszk csatahajót 1904 áprilisában a legénysége nagy részével és a csendes-óceáni hajóraj parancsnokával, Makarov tengernaggyal együtt. A japánok által blokád alá vont támaszpont felmentése érdekében az orosz hadvezetés úgy döntött, hogy útnak indítja a Balti Flotta zömét. A „Második Csendes-óceáni Hajóraj” névvel illetett különítmény Zinovij Petrovics Rozsesztvenszkij tengernagy vezetésével 1904. október 15-én hagyta el Oroszországot, mikor kifutott Libau kikötőjéből. A hajóraj 7 csatahajóból, 6 cirkálóból, 8 torpedónaszádból és 8 ellátóhajóból állt.
A 18 000 mérföldes út számos alapvető nehézséggel járt. A felső vezetés úgy ítélte meg, hogy egy létszámfölényben lévő flotta biztosíthatja a győzelmet, ezért idősebb hadihajókat is kijelöltek a hajóraj számára, melyek éles helyzetben nem tudták volna tartani a lépést a modernebb társaikkal. Mivel Oroszország nem rendelkezett támaszpontokkal az útvonal mentén, külön problémát jelentett a nagy szénigény fedezése semleges kikötőkben. Az üzemanyag folyamatos biztosítása érdekében az oroszok leszerződtek a német HAPAG hajótársasággal és a HAPAG mintegy 70 szénszállító hajóját irányította át az orosz flotta ellátására. Ezek közül 52 indult el Cardiffból (a legjobb minőségűnek tartott wales-i szénnel megrakva), 18 pedig az északnémet Emden városából indult útnak 1904 szeptembere és 1905 januárja között, hogy a Rozsesztvenszkij hajóhada által érintett kikötőkben szénnel lássa el a hadihajókat.
A hajóraj néhány tapasztalt tengerésze már szolgált a Csendes-óceánon, de a Balti Flotta legénységének zöme hiányos kiképzésen esett át és nem volt felkészítve ilyen hosszú útra, aminek a végén még harcba is kellett volna bocsátkozniuk. A legénység nagy részét önkéntesek, idős tartalékosok vagy besorozottak tették ki, utóbbiak jórészt forradalmi érzelműek voltak. A kiképzést az is hátráltatta, hogy a Balti-tenger az orosz támaszpontok környékén az év jelentős részében be volt fagyva, így még a rutinszerű gyakorlatokat sem tudták sokszor megtartani. Ezek miatt már az indulás előtt számos orosz tiszt meg volt győződve a küldetés kudarcáról.

### Az orosz kémhálózat és jelentései
Az orosz haditengerészet a hosszú út kihívásait elemezve arra a következtetésre jutott, miszerint „fenn állt a lehetősége annak, hogy a japánok titokban a világ másik feléről hajókat küldhettek át támadás végrehajtására”. A hajóraj útjának biztosítása érdekében a cári titkosrendőrség, az ohrana megbízta Abraham Hekkelman titkosügynököt, hogy mérje fel a Balti- és Északi-tengereken fennálló esetleges japán fenyegetést.
Az Arkadi Mihajlovics Harting illetve Arcade Landesen álnév alatt tevékenykedő, kétes hírnevű ügynöknek 300 000 rubeles (más források szerint 500 000 rubeles) összeget biztosítottak erre a célra. Az ügynök Arnold álnévvel Koppenhágában telepedett meg és itteni központtal egy egész Európára kiterjedő kémhálózatot épített ki. Vélhetőleg azért, hogy a magas költségeit alátámassza, Hekkelman folyamatosan gyanús hajómozgásokról tett jelentést a Balti- és az Északi-tengeren. Bár az orosz haditengerészeti minisztériumnál kételkedtek ezen titkosszolgálati jelentések hitelességében, mivel ezt ellenőrizni nem tudták, szükségesnek érezték továbbítani ezeket Rozsesztvenszkijnek. Ezek a folyamatosan terjesztett téves jelentések jelentős mértékben hozzájárulhattak az orosz haditengerészet vezetésében kialakult aggodalmakhoz, és befolyással lehettek Rozsesztvenszkij tengernagy cselekedeteire is. Ráadásul az oroszokat pártoló németek is azt közölték velük, hogy „hiteles forrásokból” szerzett értesüléseik szerint japán ügynökök aknákat telepítenek a Kattegat és a Skagerrak vizein.

### A hajóraj a dán partoknál

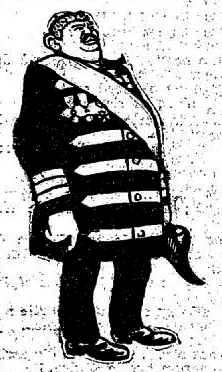
Abraham Hekkelman egy francia karikatúrán 1909-ban

Hekkelman jelentéseinek tartalma kiszivárgott és nagy hatással volt az orosz hajók legénységére, akik a Port Arthurról érkezett hírek hatására erősen tartottak a torpedók és aknák jelentette fenyegetéstől. Már az út második napján, október 16-án a Balti-tengeren riadókészültségbe helyezték a hajórajt, miután egyes hajókról japán torpedónaszádokat véltek észlelni. A japán naszádoktól való félelemnek a szigetországtól ilyen távoli vizeken a titkosszolgálati jelentéseken túl még annyi alapja lehetett, hogy brit hajógyárak japán megrendelésre számos ilyen típusú hadihajót készítettek és adtak át az utóbbi időben.
Október 20-án az oroszok lehorgonyoztak a Dánia északi részén lévő Skagennél, hogy szenet vételezzenek. Rozsesztvenszkij a japán aknazáraktól tartva a Rusz vontatóhajót és az eddig velük tartó Jermák jégtörőt azzal a feladattal bízta meg, hogy az Északi-tengerre kivezető szűk vízi utat tisztítsák meg az aknáktól. A két hajó legénysége azonban olyannyira tapasztalatlannak mutatkozott az aknakeresésben, hogy Rozsesztvenszkij inkább felmentette őket a feladat elvégzése alól és inkább a kockázatot vállalva indult útnak. Skagennél találkoztak a Bakan (Бакан) teherhajóval, melynek kapitánya négy, az Északi-tengeren észlelt torpedónaszádról értesítette Rozsesztvenszkij tengernagyot. A jelentése szerint a „négy torpedónaszád […] csak a második árbócuk csúcsán gyújtott jelzőfényt, hogy így távolról halászhajóknak tűnjenek.” Az orosz tengernagy komolyan vette a beszámolót és az új információk tükrében felgyorsította a szénvételezést, fokozta a készültséget és parancsot adott ki, aminek értelmében „semmiféle hajónak sem szabadott megengedni, hogy a flotta hajói közé beférkőzzön”. A flotta a tervezettnél 24 órával hamarabb vonta fel a horgonyt Skagennél, hogy időt nyerhessen a jelentett torpedónaszádokkal szemben.
Az ellenséges hajók felbukkanásáról szóló újabb hírek szintén gyorsan terjedtek a hadihajók tisztjei és matrózai között, tovább erősítve a félelmet a legénység kevésbé tapasztalt tagjaiban. Egyesek tudni vélték, hogy a japánok torpedónaszádokat állomásoztatnak a dán partok előtt, el is aknásították a tenger egyes részeit és japán tengeralattjárókat is észlelni véltek. Már a doggerbanki incidens előtt a japánoktól tartó orosz hajók tüzet nyitottak egy halászhajóra, mely konzuli üzeneteket vitt Rozsesztvenszkij tengernagy számára. Ebben a halászhajóban azonban még nem tettek kárt. 
Rozsesztvenszkij a torpedónaszádok támadása elleni védekezésül a hajórajt hat különálló csoportra osztotta, két-két romboló-, cirkáló- és csatahajódivízióra, melyek több részletben hagyták el a horgonyzóhelyet október 20-án délutántól a késő esti órákig:
- Első rombolódivízió 16:00-kor indult útnak Cherbourg 12 csomós sebességet tartva.
- Második rombolódivízió (szintúgy) október 20-án 16:00-kor indult útnak Cherbourg 12 csomós sebességet tartva.
- Shein sorhajókapitány divíziója: Szvjetlana, Zsemcsug, Almaz cirkálók röviddel a rombolók után 10 csomót tartva.
- Enkviszt tengernagy divíziója: Dmitrij Donszkoj, Auróra cirkálók és a Kamcsatka műhelyhajó 17:00-kor 10 csomót tartva.
- Fölkersahm tengernagy divíziója: Oszljabja, Sziszoj Velikij, Navarin, Admiral Nahimov csatahajók két ellátóhajóval (nyilván 19:30-kor indulva) 10 csomót tartva Brighton felé, 25 mérföldre Enkviszttől lemaradva.
- Rozsesztvenszkij tengernagy divíziója: Knyáz Szuvorov, Imperator Alexander III, Borogyinó, Orjol csatahajók az Anaduir ellátóhajó kíséretében 22:00-kor indultak útnak Brest felé, Fölkersahmtól 25 mérföld távolságot tartva.[21]

A hajókon riadót fújtak és harcra kész állapotba hozták őket. A hajóablakokat és ajtókat bezárták és a fedélzetekről eltávolították a fából készült elemeket a repeszhatás csökkentése érdekében, ami ellenséges találatok esetén léphetett volna fel. Az ágyúkat csőre töltötték és a jelzőfények többségét kioltották, minden hajón csak egyet meghagyva. A lövegparancsnokok azt a parancsot kapták, hogy folyamatosan célra tartva kövessék azokat a hajókat, melyek nem akarják felvonni a lobogójukat. Abban az esetben, ha egyes hajóknak ki kellene válniuk a hajórajból, akkor azoknak a Dungeness-fok földnyelvénél kellett gyülekezniük.
Október 20-án éjjel és az azt követő napon sűrű volt a köd, ami nagyban megnehezítette a hajók közti kapcsolattartást. A Kamcsatka műhelyhajó reggelre az egyik hajtóművének meghibásodása miatt leszakadt a divíziójától, míg a hátul haladó két csatahajóraj közötti távolság mindössze 6 mérföldre csökkent és a levegő időnkénti kitisztulásakor vizuálisan is észlelhették egymást.

### AGamecock Fleetangol halászflotta
Október 21-22. éjjelén, három nappal telihold előtt a zászlóshajója után (The Gamecock) nevezett hulli angol halászflotta, a Gamecock Fleet 30 hajóval tevékenykedett azon a helyen a Dogger-pad felett, ahol már tíz éve rendszeresen halásztak. A flotta kötelékében illetve közelében a Mission to Deep Sea Fisherman szervezet két kórházhajója (Alpha ill. Joseph and Sarah Miles) és három gyorsjáratú szállítóhajó (angol: „carrier”) tartózkodott, melyek mindegyike részt vett a halászatban leengedett fenékhálókkal. A hajók 7-8 mérföld (13–15 km) szélességben szétbontakozva haladtak két és fél csomós (kb. 4,6 km/h) sebességgel az ezen a helyen 43 méter mély tengeren,  és a nyári hónapok után a Dogger-padhoz vándorló hatalmas heringcsoportokra halásztak. Az éjszaka levegője párás volt, olykor szitált a köd, de a hajók fényei nagy távolságból láthatók voltak. Az összes kis gőzhajón kivétel nélkül fel volt vonva a tatvitorla, némelyik hajónál a fővitorla is. Az előírásos fények minden hajón égtek, egyes hajókon pedig azt is jelezték egyéb fények, hogy előkészítik a zsákmányt a reggel hazaindulni készülő carrierekre való átrakodásra. A hajókon láthatók voltak a számok és betűk, melyek a honi kikötőjüket jelölték, kétséget nem hagyva afelől, hogy a kis flotta gazdasági tevékenységet folytat. A Gamecock Fleet egy öreg halászbárka közelében tevékenykedett, mely lehorgonyozva szolgált helyzetmeghatározási pontként. Az „admirálisnak” kellett volna vezetnie halászflottát, de neki rövid időre a szárazföldön akadt dolga, ezért az „viceadmirális” (altengernagy) helyettesítette, zászlóját a Ruff nevű hajón felvonva. A flotta mozgását a zászlóshajóról és a lehorgonyzott bárkáról fellőtt rakétákkal irányították.

## Az incidens lefolyása

### AKamcsatkaműhelyhajó észlelései

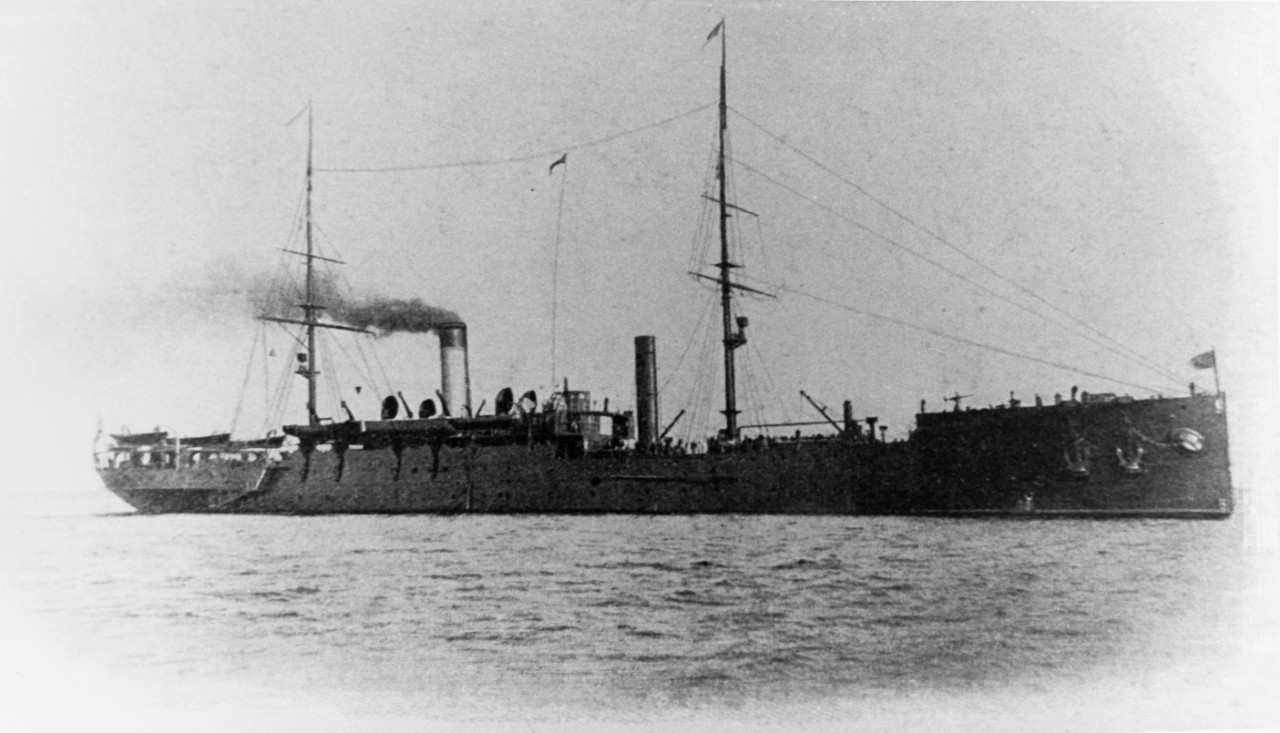
Az incidensben kulcsszerepet játszó Kamcsatka műhelyhajó (ellátóhajó)

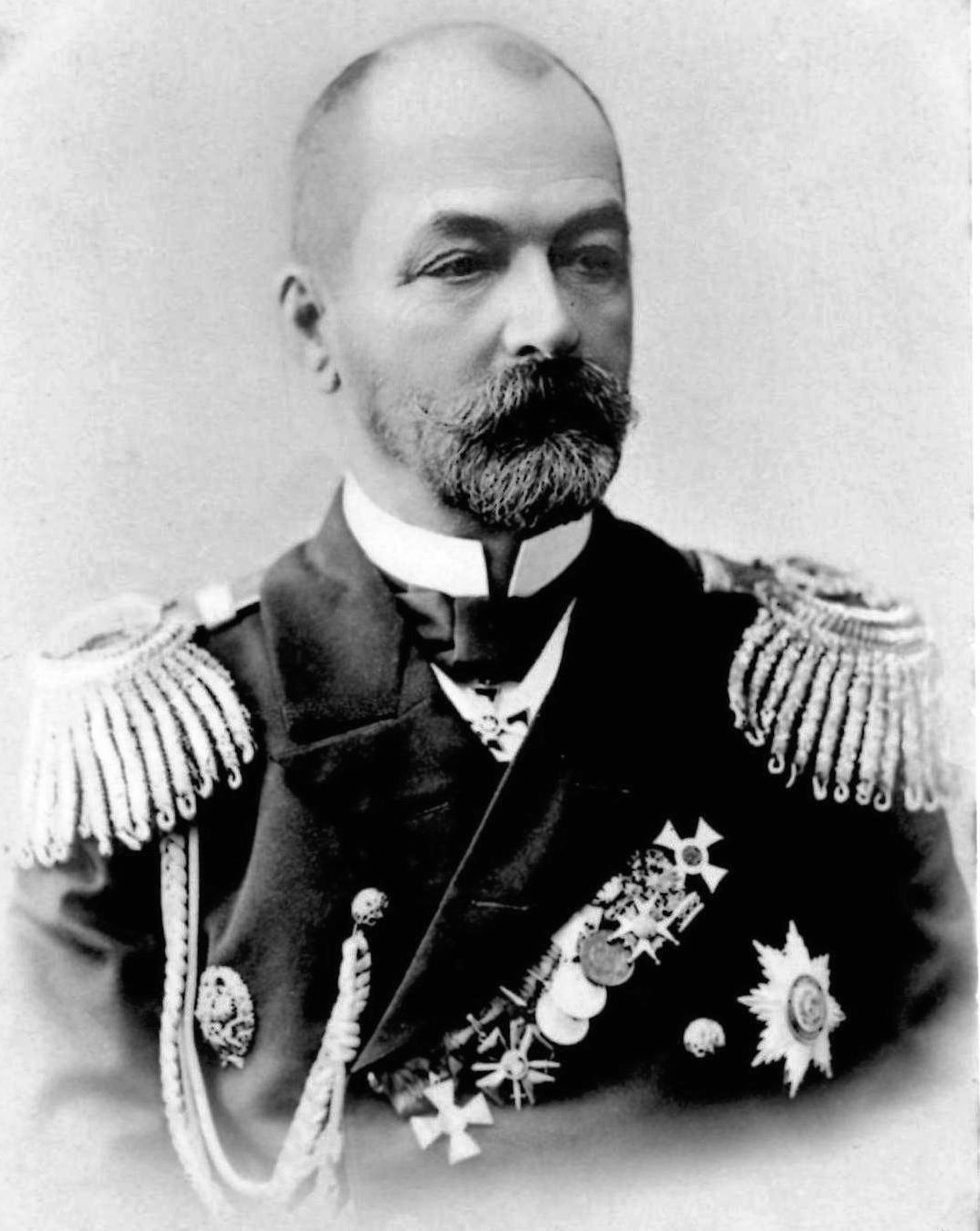
Zinovij Petrovics Rozsesztvenszkij tengernagy

Az orosz flotta az esti órákban ért a Dogger-padhoz Hull magasságában. Az orosz beszámolók szerint a Holdat ezen az éjszakán szinte folyamatosan takarták a felhők és a pára, ezért nagyon rosszak voltak a látási viszonyok. Az angol beszámolók szerint ezzel szemben, legalábbis az incidens helyén és idején, a látási viszonyok még megfelelőek voltak a halászhajók fényeinek nagy távolságból való észleléséhez (lásd feljebb). Az Oszkár Adolfovics Enkviszt tengernagy divíziójából – Dmitrij Donszkoj páncélos cirkáló és az Auróra (Аврора) páncélfedélzetes cirkáló, Kamcsatka (Камчатка) műhelyhajó – a hajtóműproblémákkal küzdő Kamcsatka olyannyira lemaradt, hogy már 40 mérfölddel volt Rozsesztvenszkij divíziója mögött ekkor, holott 50 mérfölddel előtte kellett volna lennie. A műhelyhajó parancsnoka a sötétben mellette elhaladó svéd Aldebaran kereskedelmi hajót japán torpedónaszádnak vélte és 20:45 körül rádión jelentette a zászlóshajónak, a Knyáz Szuvorovnak (Князь Суворов), hogy támadást intéztek ellene. A zászlóshajó erre reagálva a „Torpedónaszádtámadás hátulról várható” üzenetet küldte a hajórajnak.
Az ellátóhajó és a Knyáz Szuvorov között ezután a következő párbeszédre került sor szikratávírón (rádión):
Kamcsatka: „Torpedónaszádok üldöznek.”
Knyáz Szuvorov: „Üldözik? Mennyi naszád és melyik irányból?”
Kamcsatka: „A támadás minden irányból ér.”
Knyáz Szuvorov: „Hány naszád? Közöljön részleteket.”
Kamcsatka: „Mintegy nyolc torpedónaszád.”
Knyáz Szuvorov: „Közel vannak?”
Kamcsatka: „Egy kábelhosszra vannak és közelednek.”
Knyáz Szuvorov: „Lőttek ki torpedókat?”
Kamcsatka: „Ezt nem lehetett megállapítani.”
Knyáz Szuvorov: „Milyen útvonalon halad jelenleg?”
Kamcsatka: „Délkelet 70 fok 12 csomóval. Kérem a hajóraj pozícióját.”
Knyáz Szuvorov: „Üldözik torpedónaszádok? Előbb el kell hagynia a veszélyes zónát, az útirányon módosítania, majd a hosszúságát és szélességét jelentenie, ami után a kurzust megadják önnek.”
Kamcsatka: „Tartunk attól, hogy adatokat közöljünk.”
23 óra körül a zászlóshajó rádión ismét megérdeklődte, hogy észleltek-e torpedónaszádokat. Az ellátóhajó 20 perc múlva jelentette, hogy már nem látni őket. A tengernagy és a stábja a jelentéseket szkeptikusan fogadták, mivel valószínűtlen lett volna, hogy a japánok első célpontjuknak egy ellátóhajót szemeltek volna ki.

### Fölkersahm találkozása a halászflottával

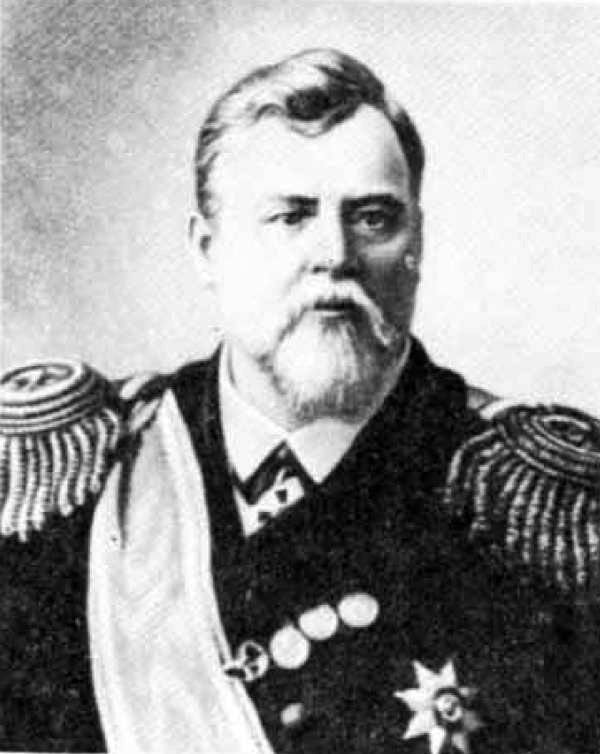
Dmitrij Gustavovics von Fölkersahm tengernagy

Ezzel egyidőben a két és fél órával Rozsesztvenszkij csatahajódivíziója (1. divízió) előtt induló, Dmitrij Gusztavovics von Fölkersahm tengernagy vezette (2. divízió) a Doggerbankhoz érkezett, ahol észlelte a Gamecock Fleetet. A brit beszámolók szerint a közelükben nem volt más hajó, mígnem az orosz hadihajók – melyeket a halászok az incidens során végig briteknek véltek – fel nem bukkantak. Az orosz hajók keresőfényeikkel megvilágították a halászhajókat, melyeken a színes fényjelzéseket is látták. A hadihajók felbukkanása és a szokatlan látványosságot kínáló fényjáték miatt néhány halász a munkát is szüneteltette. Fölkersahm a kis járműveket megfelelően azonosította halászhajókként és úgy módosította a haladási irányát, hogy északról kerülje ki őket, Rozsesztvenszkijt azonban elmulasztotta értesíteni az észlelt halászhajókról.

### Az incidens
Rozsesztvenszkij vezette csatahajódivízió őrszolgálatban lévő tisztjei 00:55 körül észlelték a brit hajókat. A halászok továbbra is azt hitték, hogy a felbukkanó hadihajók britek és örömmel nézték a „manővereiket”. Az egyik hajó kapitánya elmondása szerint az orosz hajók olyan közel mentek el mellettük, hogy a tengerészek arcát is lehetett látni. A kapitány mindenkit felhívott a fedélzetre, hogy szemtanúi lehessenek annak, amit nagyszerű látványosságnak gondolt.
Az egyik halászhajó (nyilvánvalóan a halászflotta „viceadmirálisáé”, a Ruff) röviddel ezután egy zöld jelzőrakétát lőtt fel, amivel a többi hajónak jelezte az új felvevendő irányt. Alekszej Szilics Novikov-Priboj, az Orjol élelmezőmestere, az eseményeket később megörökítő író a könyvében három különböző színű rakéta fellövéséről tesz említést. A Szuvorov egyik jelzőőre a jelzést ellenséges jeladásnak vélte, mire az orosz csatahajók a keresőfényeiket a brit hajókra szegezték, melyeket halászhajókként azonosítottak. Az orosz magyarázat szerint a keresőfények fénycsóváiba viszont egy pillanatra egy újabb hajó is belekerült, amelynek a sziluettje egy torpedónaszádéra hasonlított és úgy tűnt, teljes sebességgel tart az orosz hadihajók felé és a zászlóshajón emiatt riadót fújtak. Rozsesztvenszkij tengernagy saját maga a torpedónaszádnak vélt hajót már nem tudta kivenni és a keresőfények ismét a brit halászhajókat világították meg.
A Knyáz Szuvorov egyik lövegparancsnoka ekkor anélkül, hogy parancsot kapott volna rá, tüzet nyitott a halászhajókra. A többi hajón ezt egyes tisztek úgy értelmezték, hogy engedélyt kaptak az észlelt hajók tűz alá vételére és az 1. divízió összes egysége bekapcsolódott a lövetésbe. Novikov-Priboj a következőképpen írta le a történteket a hajóján:
„Az Orjol [Orel] úgy zúgott mint egy mérges méhkas. Harsogtak a kürtök, peregtek a dobok; a sínek zörögtek a lövedékekkel megrakott kézi kocsik súlya alatt; a jobb és a bal oldali lövegtornyok nehézágyúit elsütötték, torkolattüzekkel megvilágítva a sötétséget és a visszhangzó mennydörgéssel felkavarva az éjszakát. Emberek özönlöttek az árbócmerevítő kötelekre és a hidakra. Felbomlott a fegyelem. Az emberek így kiáltoztak:
„Rombolók! A rombolók!”
„Merre vannak? Hányan?”
„Legalább egy tucatnyian.”
„Nem, ennél több.”
„Végünk van.”
„Mindannyiunknak annyi.”
Egyesek mentőövekbe bújtak …. Mások keresztet vetettek, míg mások káromkodtak …. A megrémült tüzérek vaktában lövöldöztek, hol a horizonton még látható fényekre, hol üres vízfelületekre, ahol megcsillant a keresőfények sugara. Néhány kontár olyan ágyúkat próbált újratölteni, melyeket még el sem sütöttek.”

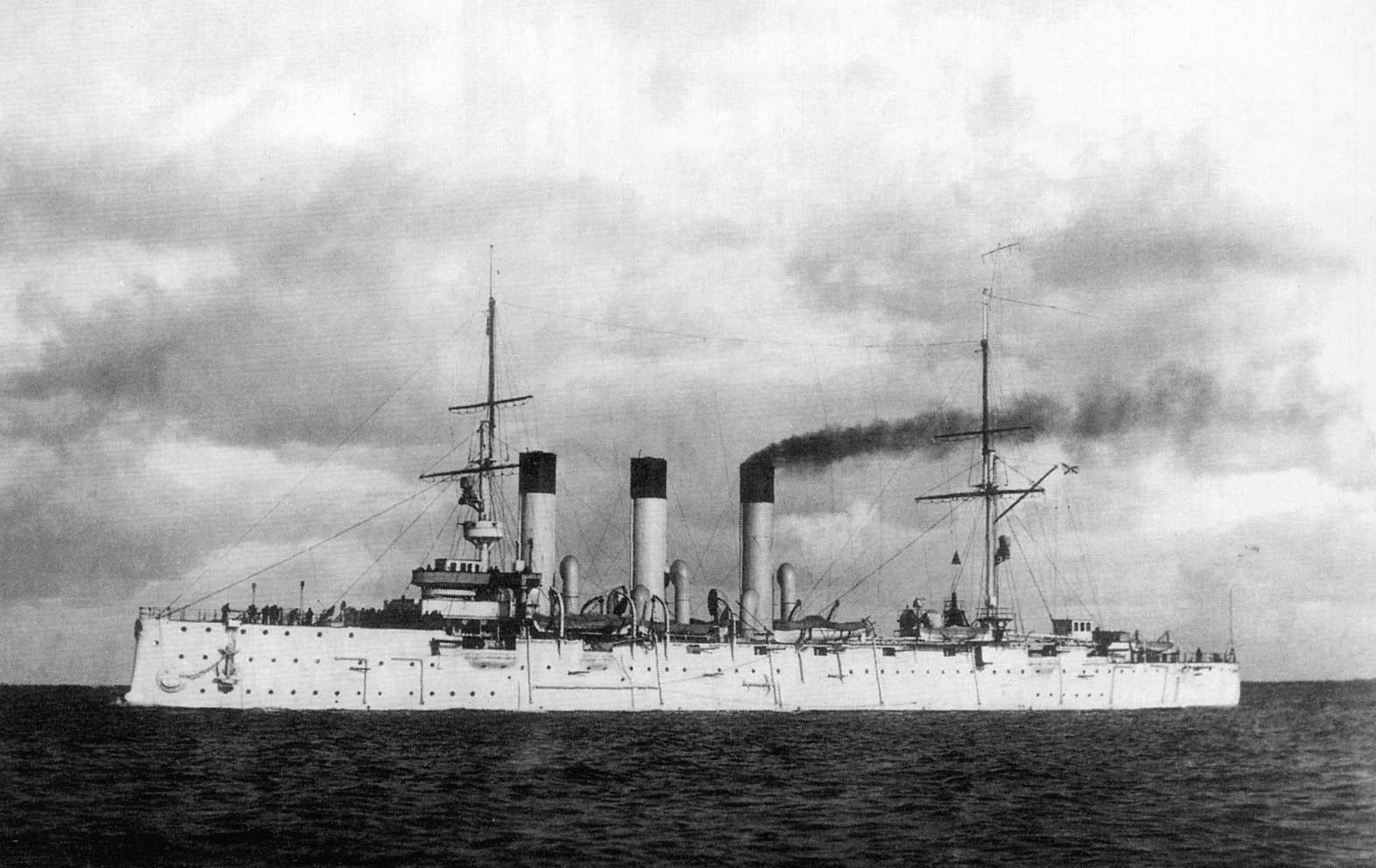
Az Auróra cirkáló 1903-ban

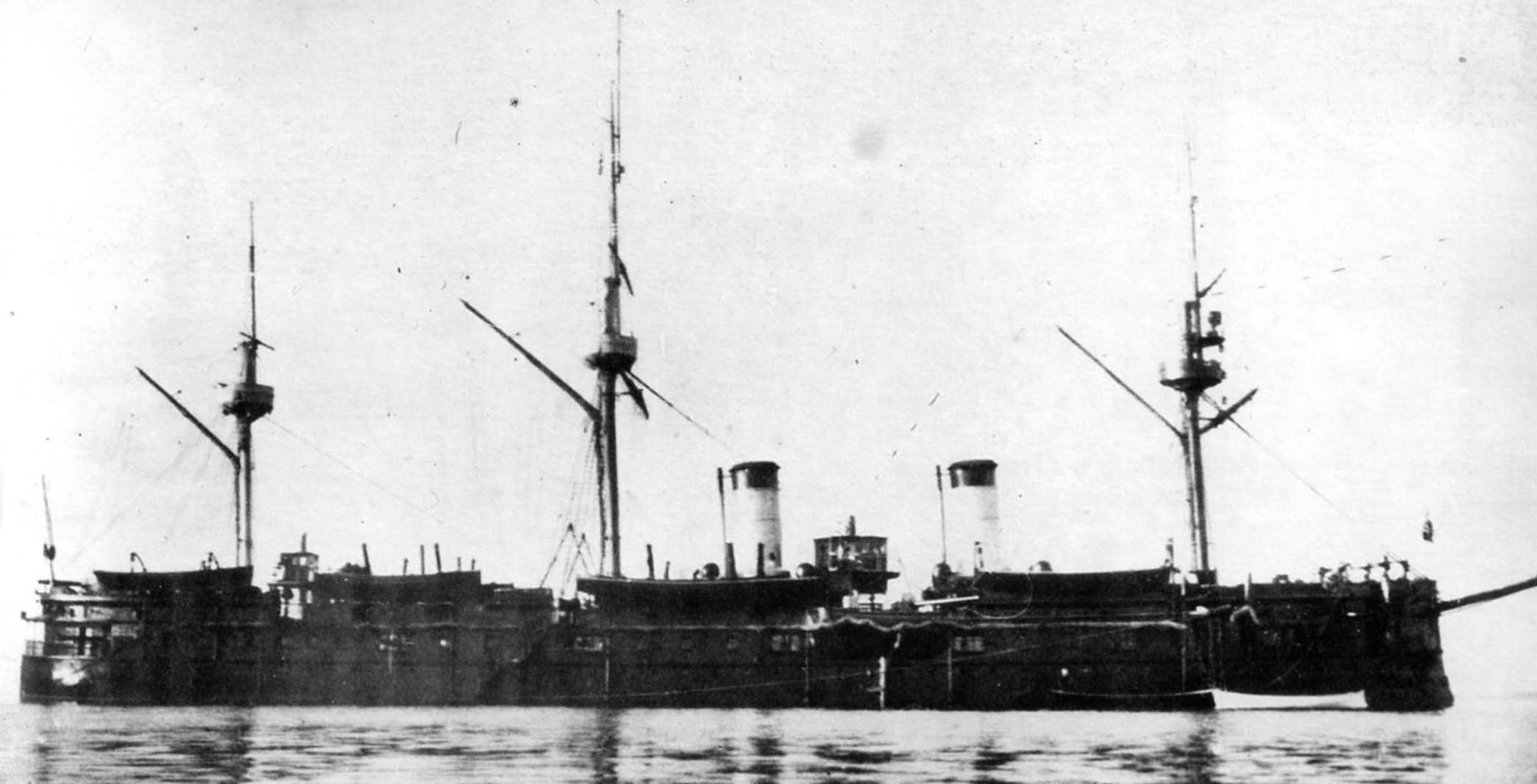
A Dmitrij Donszkoj az 1904-es átépítése után

A halászhajók hálói ki voltak vetve, így nem tudtak elmenekülni, mert a hálók vontatásához használt vastag acélsodronyok eleresztése vagy elvágása is hosszabb időt vett volna igénybe. A lövetés kezdetén a Mino nevű halászhajó kéményét találat érte, de a heves tűz és a kis távolság ellenére ezután a brit halászhajókat viszonylag kevés találat érte. Az egyik bárkát, a Crane-t hamar kormányozhatatlanná tették, ami után az az Imperator Alexander III. (Император Александр III.) csatahajó felé sodródott. Albert Almond, a megbénult halászhajó egyik fűtője így számolt be az eseményekről:
„A fedélzetre felmenve számos hajót láttam, melyek megvilágítottak minket a keresőfényeikkel és melyek egyszer csak tűz alá vettek minket. Ismét leszaladtam, nyomomban a fedélzetmesterrel – aki már majdnem elérte a létra alját, mikor hátraesett. „Meglőttek – ellőtték a kezeim!” Odafordultam, hogy segítsek neki, de egy újabb lövedék robbant, felszakítva a húst a bal karomon.”
Rozsesztvenszkij tengernagy azonnal a tűz beszüntetésére adott parancsot mikor látta, hogy a hajójáról egy halászhajóra lőnek. Mivel a többi célpontot nem látta, a parancsot nem általános érvénnyel adta ki, csupán a saját hajójára vonatkozóan. Egy pillanattal később a bal oldalon egy újabb torpedónaszádnak vélt hajót észleltek. A tengernagy ezután parancsba adta, hogy ebben az irányban minden gyanús hajóra nyissanak tüzet. Az orosz verzió szerint a lövöldözés miatt fordultak vissza a Dmitrij Donszkoj és az Auróra cirkálók, majd bukkantak fel Rozsesztvenszkij divíziójának bal oldalán, amelyik oldalra nemrég megnyitották a tüzüket a csatahajók. Mikor a cirkálók a keresőfényeiket a zászlóshajóra irányozták, akkor ezeket is japánoknak vélték és azonnal tüzet nyitottak rájuk. A parancsnoka a jelentésében ehhez kapcsolódóan a következőket írta:
„Mi valamivel később kezdtünk el lőni, mint a csatahajók, mivel nehéz volt kivenni, hova kell célozni. Aztán bombáztak minket és gránátok zúdultak ránk, néhányuk átrepült felettünk, néhány eltalált minket, néhány vízoszlopokat emelt körülöttünk. Röviddel az akció kezdete után az eddig néma jobb oldali lövegeink azt a parancsot kapták, hogy tüzeljenek azokra a naszádokra, melyek a csatahajók előtt voltak, de csak két 75 mm-es löveg tüzelt ezek közül az ágyúk közül… Ebben a pillanatban a körülöttünk becsapódó lövedékek sokaságából arra következtettünk, hogy a saját csatahajóink azok, akik bombáznak minket, ezért mi beszüntettük a tüzelést. Hogy megmutassuk nekik, nem az ellenségre lőnek, hanem az Aurórára, parancsot adtam a mi piros és fehér azonosító fényünk felvillantására, ami után a tüzelés abbamaradt.”
A tengernagyi jelentés erről annyi eltéréssel számol be, hogy a tüzeléssel nem az Auróra, hanem az Dmitrij Donszkoj azonosítójelzését észlelve hagytak fenn. Rozsesztvenszkij elmondása szerint ekkor úgy vélte, sikerült elijeszteniük az ellenséget.
A brit történetírás megállapítása szerint Rozsesztvenszkij csatahajóinak tüzét a Dmitrij Donszkoj és az Auróra cirkálók felbukkanása váltotta ki, mely cirkálóknak 50 mérfölddel előttük kellett volna haladniuk. E magyarázat szerint a cirkálóknak a brit halászhajók közelében való felbukkanása a csatahajók fedélzetén a japán támadással kapcsolatos gyanúkat igazolta, és emiatt nyithattak tüzet.
A későbbi nemzetközi vizsgálat is felvetette annak a lehetőségét, hogy két orosz csoportosítás között került sor az összecsapásra, miután a cirkálók is felkapcsolták a keresőfényeiket az ellenséget keresve. Az Aurórát öt lövedék találta el és kisebb sérüléseket szenvedett. A felrobbanó gránátok a cirkáló papjának leszakították az egyik karját, ő a sebesüléseibe pár nap múlva belehalt. Az egyik lövegparancsnok könnyebb sérüléseket szerzett. Az Auróra sérüléseit ezután elfedték és csak annak révén tudódtak ki a benne keletkezett károk, hogy a Felixstowe-ban lévő rádióállomás fogta az orosz üzeneteket és dekódolni tudták ezeket. Julian Corbett brit történész szerint feltűnő volt, hogy érintettsége ellenére a későbbi vizsgálatokon az Auróra egyetlen tisztje sem jelent meg és a hajónaplóját sem mutatták be a bizottságnak.

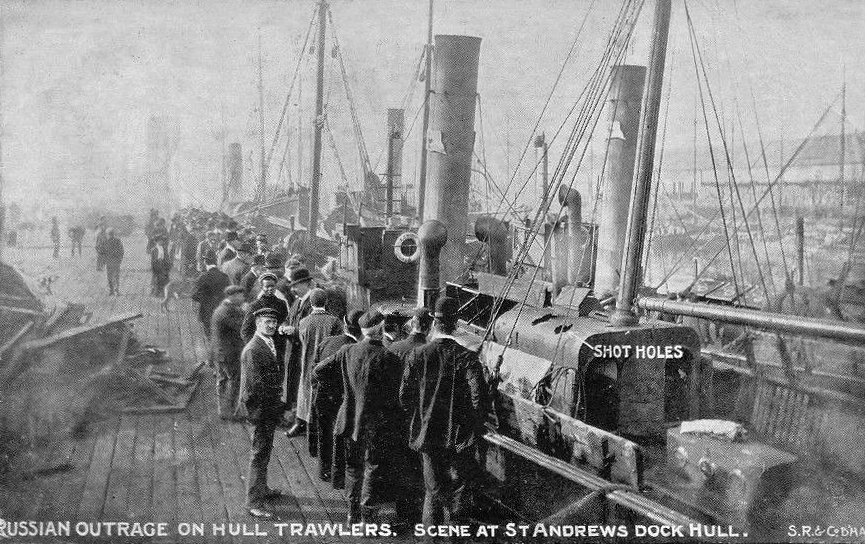
Az egyik megsérült angol halászhajó, a Mino az incidens után

A zűrzavarban több orosz hajó azt jelentette, hogy torpedótalálat érte. A Borogyinó csatahajó fedélzetén az a pletyka kapott szárnyra, hogy átszálltak rá a japánok. Emiatt többen mentőmellényt vettek fel és hasra feküdtek a fedélzeten, mások tőröket ragadtak magukhoz, hogy megküzdjenek az ellenséggel. Néhány perc után rájöttek a tévedésre és a tisztek – egyes esetekben fenyegetéssel és erőszakkal – eltávolították a felizgatott lövegkezelőket a fegyvereik mellől. Nem egész 10 perc után, 01:05-kor beszüntették a tüzelést. Az orosz hajók ez idő alatt 17 darab 152 mm-es lövedéket és mintegy 500 darab kisebb kaliberű lövedéket lőttek el. A géppuskák összesen 1800 lövedéket lőttek ki. A nehéztüzérség lövegei nem adtak le lövéseket a célpontok kis távolsága miatt, bár a szemtanúk szerint Fölkersam cirkálóinak felbukkanásakor a Borogyinó elsütötte a 305 mm-es ágyúit. A súlyosabb veszteségektől a tüzérség rendkívül alacsony hatékonysága mentette meg a flottát. Az Orjol csatahajó például több mint 500 lövedéket lőtt el, de találatot nem ért el.
A lövöldözés épp abbamaradt, mikor a még mindig a hajóraj mögött haladó Kamcsatka azt jelentette, hogy ismét észlelt két hajót, melyek az előírt helyzetjelző fények nélkül haladnak. 01:30 körül a Kamcsatka felzárkózott a zászlóshajó mögé. A torpedónaszádoknak vélt hajókat ekkor nem lehetett látni. Rozsesztvenszkij azonban biztos volt abban, hogy legalább egy ellenséges torpedónaszádnak a közelben kell lennie, ezért az út folytatására adott utasítást és nem törődött a megrongált halászhajókkal vagy az esetleges hajótöröttek kimentésével. A későbbi jelentésében a tengernagy ezeket írta le:
„Mivel a halászhajók viselkedése gyanúsnak tűnt és nem voltam biztos abban, hogy minden a támadásban részt vevő torpedónaszád semlegesítve lett, a sebesültek ellátását a bajtárasaikra hagytam.”
Fölkersahm a régebbi csatahajóival október 23-án Brightonnál állt meg pár órára szenet vételezni, és távozott anélkül, hogy a szárazfölddel kapcsolatba lépett volna. Rozsesztvenszkij október 24-én ért Bresthez, és várakozott a kikötéshez egy ideig a köd eloszlását várva, de mivel ez nem következett be, tovább haladt Vigo irányába. A rombolók már október 23-án mind megérkeztek Cherbourgba és már a másik nap tovább indultak Tanger felé.

### A halászok által elszenvedett károk

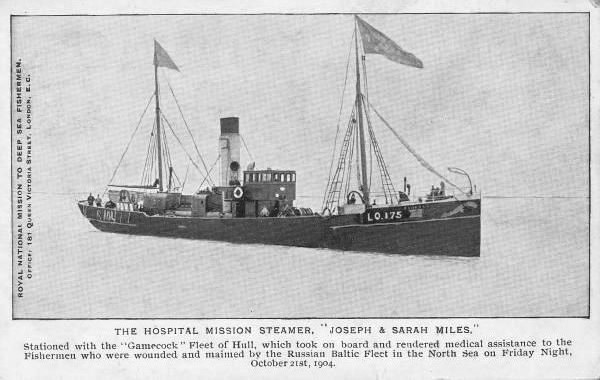
A Joseph and Sarah Miles gőzös, egyike a Gamecock Fleettel tartó kórházhajóknak

A lövetésben a brit Crane halászhajó elsüllyedt, George Henry Smith kapitánynak és a legénység egyik tagjának, William Richard Leggetnek az életét repeszek oltották ki. Egy főt leszámítva ezen a hajón mindenki szerzett sérüléseket. A Crane süllyedését látva a Gull halászhajó néhány halásza mentőcsónakba szállt, hogy kimentse a hajótörötteket. Charles Beer, a vezető gépész Harry Smirk és Edwin Costello csónakmester vették fel a sebesülteket és Legget holttestét. Beert, Smirket és Costellót valamint a Crane túlélőit később az Albert Medállal tüntették ki, ami tengeri életmentésben résztvevő személyeknek járhatott ki. A másik öt sérülést szenvedett halászhajó, köztük a Moulmein és a Mino fedélzetén összesen hat ember sebesült meg, egyikük olyannyira súlyosan, hogy 1905 májusában elhunyt. Dr. Anklesaria, a Joseph and Sarah Miles kórházhajó orvosa a következőképpen emlékezett vissza a sebesültek ellátására:
„Soha még nem láttam ilyen véres dolgot. Két ember feküdt a fedélzeten, a fejük csaknem teljesen el volt lőve. A kabinban a látvány még szívfacsaróbb volt, mikor megláttam hat kifektetett embert, a sebeikből vérezve és gyötrelmesen nyöszörögve. Ilyen körülmények mellett mindegyikőjüket átvitettem a mi hajónkra. (…) Egész nap késsel és tűvel kötöttem le magam és késő éjjelig tartott, míg megelégedve biztonságban és kényelemben tudhattam őket az ágyaikban, már amennyire a körülmények engedték.”
A brit halászok jelentettek egy torpedónaszádot, mely hátramaradt az oroszok távozása után és melyről később azt feltételezték hogy a támadó kötelék hagyta hátra.

## A történtek fogadtatása

### Fogadtatás a legfelsőbb szinteken

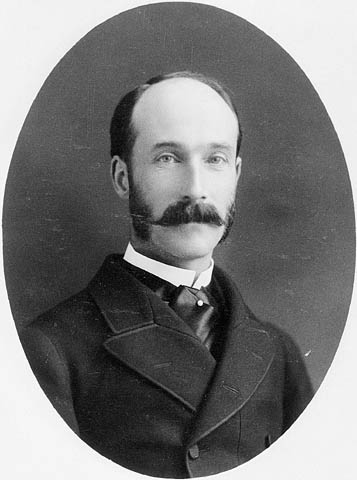
Lord Lansdowne (Henry Petty-FitzMaurice) brit külügyminiszter kanadai főkormányzósága idején

Mikor a sérülteket és halottakat szállító halászhajók Hullban partot értek, még mindig azt hitték, hogy brit hadihajók nyitottak tüzet. Hamarosan érkezett a hír, hogy a korai órákban a Doveri-szoroshoz orosz hadihajók érkeztek és ezek felbukkanását hamar összekapcsolták a történtekkel. Oroszország és Nagy-Britannia viszonya már a háború előtt is feszült volt, mivel Nagy-Britannia 1902 óta formálisan Japán szövetségese volt. Lord Lansdowne brit külügyminiszter október 24-én értesült az incidensről. Az izolációt idejétmúltnak tartó politikus békét akart az oroszokkal tartva attól, hogy a velük szövetséges franciákkal is szembe kerülnének, a semleges Németország pedig a maga hasznára fordíthatná a viszályt. Hasonló véleményen volt a pétervári brit követ, Charles Hardinge is, aki ezt követően a felettesével összhangban dolgozott az ügy elsimításán.
Oroszországba táviratok révén jutott el a hír, de a cenzúra nem engedte kitudódni a történteket. Az értesülésre Vlagyimir Lamsdorff külügyminiszter azt közölte, ha valóban kárt szenvedtek brit halászok orosz hajóktól, akkor kártérítést fognak fizetni. Az orosz hatóságok még napokig nem kaptak saját forrásból hírt a történtekről, mivel Rozsesztvenszkij Vigo felé tartva nem vette fel a kapcsolatot a külvilággal. Miklós cár a hírt hallva táviratot küldött Eduárd brit uralkodónak: 
„Idegen forrásokból hallottam a szomorú incidensről az Északi-tengeren. Sajnálom az elhunyt ártatlan halászokat. Mivel a flottánk a tengeren van, még nem kaptam semmilyen közvetlen információt a tengernagytól. Mivel sok jelentés érkezett halászbárkákban és másfajta hajókból leselkedő japánokról, akiknek a célja a hajórajunk út közben való elpusztítása volt, ezért nagy elővigyázatosságot rendeltek el, különösen éjszakára, bármikor is észleljenek valamiféle hajót vagy csónakot. Bízom abban, hogy semmiféle komplikáció nem lesz az országaink között ezen eset miatt.”
Eduárd Lansdowne-nak azt írta, az orosz tengernagyok megbüntetését kellene követelni, de Miklóshoz hasonlóan ő is a békés rendezés mellett volt, hasonlóan a két ország külügyi apparátusához.

### Fogadtatása alacsonyabb szinteken

#### Brit fogadtatás
Míg az államfői és külügyminiszteri szinten mindkét ország képviselői a gyors, békés rendezésre törekedtek, és Miklós cár az orosz felelősség esetére már felajánlotta a kártérítés megfizetését – ami végül a konfliktus feloldása lett –, addig a brit sajtó háborúpárti cikkekkel tüzelte a lakosságot, amit nem lehetett figyelmen kívül hagyni a kommunikációban. A feltüzelt brit köznép szemében külön sértő volt, hogy épp a trafalgari csata 99. évfordulóján történt az incidens. A brit lapokban az oroszokat sértő kaján és gúnyolódó megjegyzések jelentek meg, Rozsesztvenszkij tengernagyot gyakran nevezték Mad Dognak (veszett kutyának). Az Evening Star felszólító hangnemben követelte az orosz cártól, hogy azonnal hívja vissza a flottáját. A londoni orosz követet, Benckendorff grófot egy a kontinensre tett útjáról visszatérőben a londoni Victoria pályaudvaron dühös tömeg fogadta és a csőcselék haragjától a rendőrségnek kellett megvédenie. A világsajtóban hasonlóan a brit lapokhoz a cári haditengerészetet barbár és kalóz flottának titulálták.
A sajtóban megjelent cikkek hatására a brit nyilvánosság a Honi Flotta (Home Fleet) fellépését sürgette és továbbra is azt várta el, hogy a hajórajt vezető orosz tengernagyot bíróság elé állítsák. Rozsesztvenszkijt különösen azért érték kritikák, amiért a hajótörött halászok megsegítésére nem küldött mentőcsónakokat, hanem magukra hagyta őket. A túlélő halászok jegyzőkönyvbe adták, hogy az általuk észlelt torpedónaszád pirkadatig a hajóik közelében tartózkodott anélkül, hogy segítséget nyújtott volna. Miután Dánia és Hollandia azonnal bejelentették, hogy nem tartózkodott a kérdéses időpontban egyetlen hadihajójuk sem ezeken a vizeken, egyetlen tudósító sem kételkedett abban, hogy egy orosz naszádról lehetett csak szó. Az oroszok ezzel szemben azt nyilatkozták, hogy az észlelt torpedónaszádnak japánnak kellett lennie. Ezt a nyilatkozatot Arthur Balfour brit miniszterelnök egy október 28-ai beszédében „puszta képzelgésnek” (pure fancy) nevezve élesen visszautasította, nem utolsó sorban azért, mert egy ilyen hadihajó támaszpontja az Északi-tengeren nem maradhatott volna titokban. Azt később sem lehetett megállapítani, hogy milyen lobogó alatt hajózott a szóban forgó hajó.
A brit haditengerészet vezetősége is harciasnak mutatkozott. Lord Selbourne, az admiralitás első lordja a katonai fellépés mellett volt és a gibraltári támaszpontot harckészültségbe helyezte, a Honi, a Csatorna- és a Fölközi-tengeri Flottáknak pedig előzetes parancsokat küldtek ki az oroszokkal való konfliktus kirobbanása utáni teendőkről. A haditengerészet ezen előkészületeivel szemben a kabinet nem mozgósította a flottát. A Csatorna Flotta Vigo kikötője elé hajózott, hogy itt járőrözve szükség esetén felléphessen az innen kifutó orosz flotta ellen.

#### Orosz fogadtatás
Hasonlóan a brithez, az orosz oldalon is erős konfrontatív hangok voltak az alacsonyabb szinten. Oroszországban a Japán elleni háború népszerűtlen volt, az orosz terjeszkedést régóta akadályozó és ezért ősellenségnek tartott Nagy-Britannia elleni háború nagyobb népszerűségnek örvendett volna. Az orosz vezetés számára viszont a Japánnal való háború is elég megterhelő volt, és nem akartak volna egy újabb frontot nyitni Afganisztánban.
Október 26-án érkezett meg az orosz flotta Vigóba és Rozsesztvenszkij tengernagy itt szembesült azzal, hogy mekkora diplomáciai bonyodalmat okozott a flottájának fellépése. A történtekről a saját verzióját Vigóból küldte el Pétervárra, mely a következőket tartalmazta:
„Az északi-tengeri incidenst két torpedónaszád váltotta ki, melyek teljes sebességgel haladtak az éj leple alatt kivilágítatlanul a különítményünket vezető hajó felé. Csak miután felkapcsolták a keresőfényeinket derült ki, hogy néhány halászhajóra hasonlító kis jármű volt jelen.
A különítmény mindent megtett, hogy megkímélje ezeket a járműveket, és beszüntette a tüzelést amint a torpedónaszádok eltűntek.
Az orosz különítményhez nem tartozott egyetlen torpedónaszád sem és semmiféle orosz hajó nem maradt hátra a helyszínen az incidensből kifolyólag. Ebből az következik, hogy a hajó, amiről azt állítják, hogy hajnalig a környéken maradt, az ellenség egyik torpedónaszádja kellett legyen, mely sérüléseket szenvedett, míg a másik elsüllyedt.
A hajóink tartózkodtak a halászhajóknak való segítségnyújtástól annak nyilvánvaló komplikáltsága miatt, ami megmutatkozott abban a konokságukban, hogy a hajóink között haladjanak el.
E halászhajók közül némelyik navigációs fényei nélkül haladt hosszabb ideig, míg másikak egyáltalán nem kapcsolták fel ezeket.”
Ezzel megváltozott az orosz álláspont és a briteket vádolták meg a japánokkal való konspirációval. Rozsesztvenszkij is említést tett a jelentésében az angol halászok által észlelt torpedónaszádról. Míg az angol sajtóban az oroszok szívtelenségének tudták be, hogy képesek voltak hátrahagyni egy hajójukat, addig az oroszok be tudták bizonyítani, hogy a helyszínen nem tartózkodhatott ezen az éjjelen egyetlen torpedónaszád sem, mivel a hajórajjal tartó összes ilyen egység hamarosan megérkezett Cherbourgba, így nem lehetett jelen a távolabbi eseménynél. Az oroszok meglátása szerint a brit halászok vagy hazudtak, vagy pedig ténylegesen látták a japán torpedónaszádokat. Lamsdorff békés rendezésről szóló kezdeményezése elutasításra talált az orosz minisztertanácsnál és október 28-án jelezte Hardinge-nak, hogy amennyiben a britek egy szóval is fenyegetőleg lépnének fel, akkor az a háború kitörését jelentené.
A francia külügyminiszter, Théophile Delcassé és a londoni francia nagykövet, Paul Cambon a békés megegyezést szorgalmazták. A britek végül három követelést fogalmaztak meg: az oroszok bocsánatot kérnek, kártérítést fizetnek és engedik, hogy nemzetközi bizottság vizsgálja ki az ügyet. Utóbbi pont célja az lett volna a szemükben, hogy az orosz kormányzat büntesse meg a felelősöket. Az orosz kormányzat a brit követeléseket szemtelennek és aránytalannak érezte, de a cár arra utasította a minisztereit, hogy a vitát diplomáciai úton rendezzék. Ezzel egyidőben, október 29-én egy Rozsesztvenszkij tengernagynak küldött táviratban az iránta való bizalmát fejezte ki. Az oroszok elzárkóztak a felelősök britek által szorgalmazott megbüntetésétől, de azzal egyet tudtak érteni, hogy az ügyet független bíróság bevonásával ki lehet vizsgálni az 1899-es hágai egyezményeket alapul véve.
Október 28-ika kritikus fontosságú volt az incidens kezelése szempontjából, mivel ezen a napon Arthur Balfour brit miniszterelnök nyilvános beszédet tervezett tartani Southamptonban. Lansdowne értesítette arról Benckendorffot, hogy Balfournak be kell számolnia a nyilvánosság előtt a doggerbanki incidens kapcsán folyamatban lévő tárgyalásokról és Balfour beszédében el fog hangzani, hogy amennyiben az orosz hajók nem állnak meg és nem szállítják le azokat a személyeket, akik felelősek lehetnek az incidensért, akkor a britek nem fogják engedélyezni nekik a továbbhaladást. Balfour a kedvező orosz válasz reményében a legvégsőkig halasztotta az indulását Londonból, de így is csak Southamptonba érkezve kapta a hírt, hogy meg sikerült egyezni az oroszokkal, amit a beszédében meg is említett.
A britek értelmezése szerint azonban míg Rozsesztvenszkijnek a felelőseket kellett volna Vigóban partra tennie, addig ő három alacsonyabb és egy magasabb rangú, idegen nyelveket beszélő tisztet, – a vele szemben gyakran kritikus – Nikoláj Kládó sorhajókapitányt választotta ki, akiknek tanúskodniuk kellett a nemzetközi vizsgálóbizottság előtt. A szelekció módja ismét felszította a feszültséget, de november 1-én az oroszok már kifutottak Vigóból. A Csatorna Flotta továbbra is kísérte az orosz flottát, de miután az oroszok rosszallásukat fejezték ki emiatt, a britek visszarendelték a hajóikat.

### Az orosz flotta további útja

A Távol-Keletre küldött orosz hajórajok útvonala

Vigóba érkezve a spanyol kikötői hatóságok némi hezitálás után hajónként 400 t szén felvételét engedélyezték az oroszoknak. Innen november 1-én továbbhaladva az orosz flotta – rövid ideig még a kéretlen brit kísérettel – Tanger felé folytatta az útját és több napra elveszítette a kapcsolatot a Kamcsatkával. Amikor ismét csatlakozott a kötelékhez, az ellátóhajó arról számolt be, hogy – még az Északi-tengeren – harcba bocsátkozott három japán hadihajóval és több, mint 300 lövedéket lőtt ki rájuk. A hajók, melyekre ténylegesen tüzet nyitott egy svéd kereskedelmi hajó, egy német halászhajó és egy francia sóner voltak.
Tartva attól, hogy az újabb és nagyobb csatahajók merülése, ami ténylegesen jelentősen nagyobbnak bizonyult a tervezettnél, túl nagy lesz a Szuezi-csatornán való áthajózáshoz, a flottát két részre osztották. A flotta újabb építésű csatahajói és néhány cirkáló a Jóreménység fokát megkerülve Rozsesztvenszkij vezetésével kellett körbehajózzák Afrikát, míg a régebbi csatahajók és a kisebb cirkálók Fölkersahm vezetésével a Szuezi-csatornán át vették az irányt az Indiai-óceán felé. Tangert november 3-án elhagyva az egyik orosz hajó véletlenül megrongálta a horgonyával a várost Európával összekötő tenger alatti kommunikációs kábelt, ami miatt napokig nem lehetett innen kapcsolatba lépni a kontinenssel.
A két kötelék Madagaszkárnál egyesült újra, az indokínai Cam Ranh-öbölben pedig kiegészült a Nyebogatov tengernagy vezetésével érkező újabb kötelékkel, mely a Balti-tengerről és a Fekete-tengerről kikülönített egységekből állt. A flotta innen a Japán-tenger felé vette az útját, ahol súlyos vereséget szenvedett a csuzimai csata során 1905 májusában.

## A nemzetközi vizsgálat

### A szentpétervári deklaráció
Miután mindkét fél egyet értett abban, hogy az esetet a hágai egyezmények alapján ki lehet vizsgálni, Lansdowne az orosz külügyminisztériumnak küldött üzenetében hat pontban vázolta fel a felállítandó bizottság felépítését és feladatkörét. A második pont arra vonatkozott, hogy a felelős személyek felelősségének mértékét is meg kell állapítania a bizottságnak, amihez az oroszok eleinte nem járultak hozzá, mivel így a tisztjeiket is felelősségre lehetett volna vonni, de ennek ellenére november 4-én mégis elfogadták Lansdowne megszövegezését.
A végső formájában november 25-én írták alá Szentpétervárott a dokumentumot a bizottság felállításáról, meghatározva annak természetét, összetételét és hatáskörét. A bizottságba Nagy-Britannia, Oroszország, Franciaország és az Egyesült Államok delegálhatott egy-egy tengerésztisztet, illetve egy általuk közösen kijelölt ötödik ország. A bizottságnak a lehető leghamarabb össze kellett ülnie Párizsban és miután megszületett a vizsgálatuk eredménye, jelentést kellett erről tenniük a két szerződő félnek. A szerződés 2. pontja a hágai egyezményeknél túl ment annyiban, hogy nem csupán tényeket állapíthatott meg, hanem felelősöket nevezhetett meg és megállapíthatta különböző személyek felelősségének mértékét, mind orosz, mind brit részről, vagy akár harmadik fél részéről is. A bizottságba Franciaország Ernest Francois Fournier altengernagyot, Nagy-Britannia Lewis Beaumont altengernagyot, Oroszország Kaznakov tengernagyot, az Egyesült Államok Charles H. Davis altengernagyot delegálta.

### A vizsgálóbizottság működése

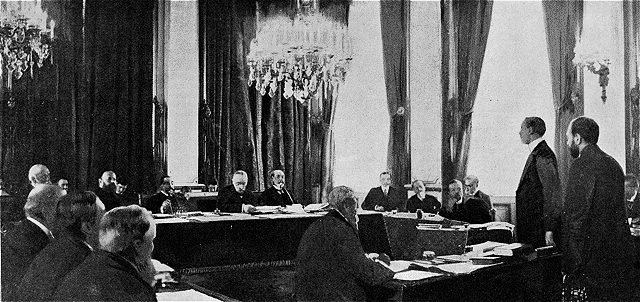
Az incidenssel foglalkozó nemzetközi vizsgálóbizottság egyik ülése

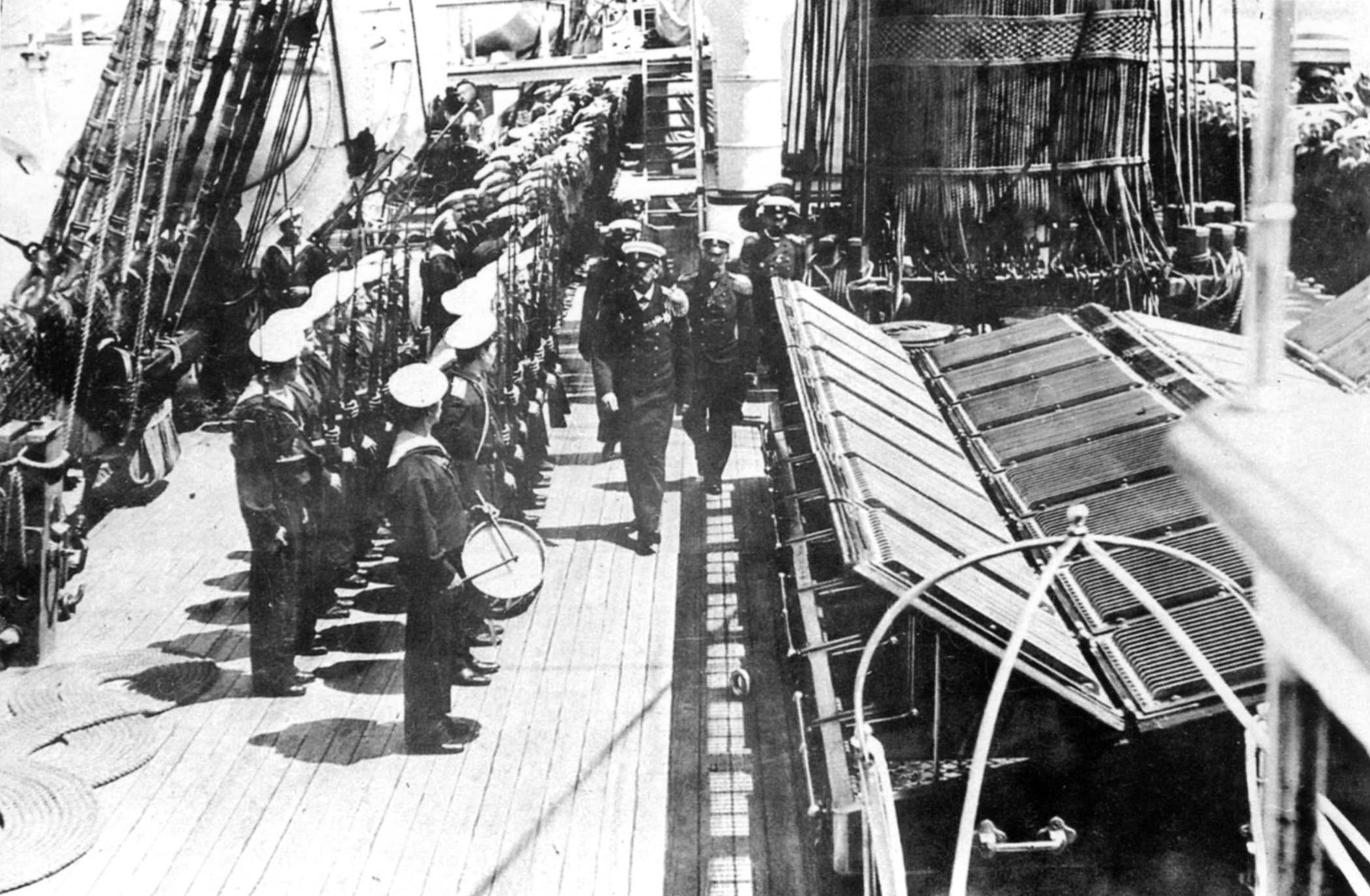
Kaznakov tengernagy még fitt korában az incidensben részt vevő Dmitrij Donszkoj fedélzetén (1893)

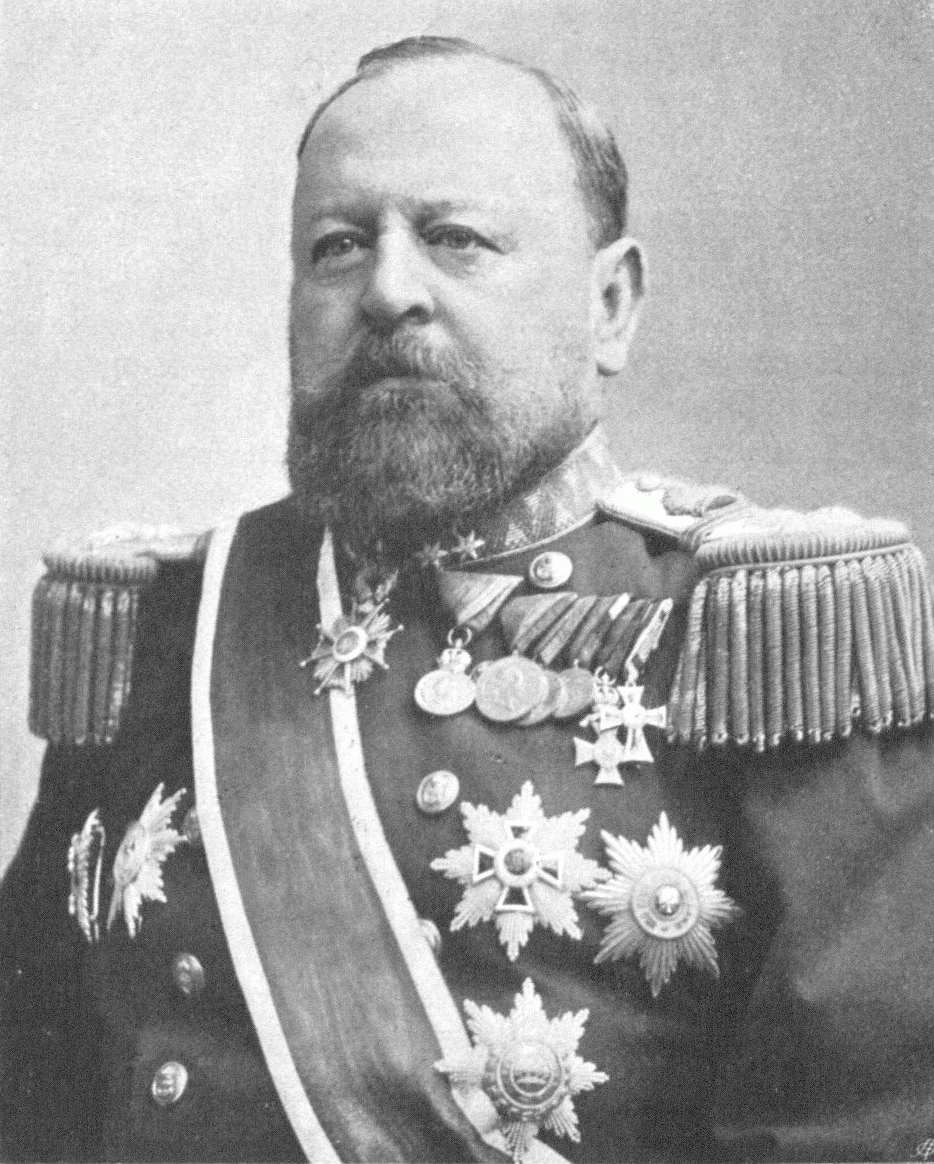
A bizottság Monarchia által delegált tagja, Hermann von Spaun tengernagy

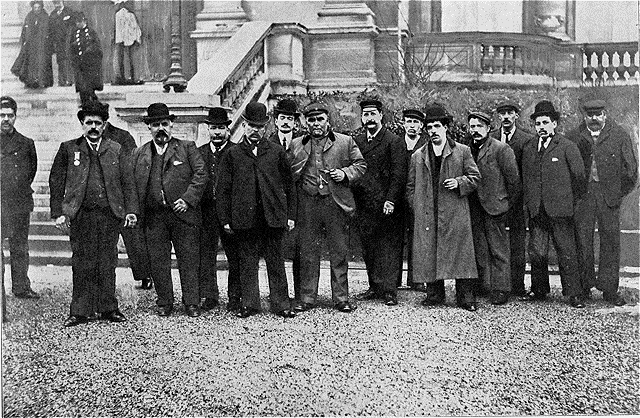
Angol halászok Párizsban meghallgatásuk előtt

#### Az ülések helyszíne, résztvevői és menete
A testület december 20-án ülésezett először, de az amerikai delegált angliai távolléte miatt csak csonkán, nem hivatalosan tehette ezt. Az orosz fél ezen az ülésen felvetette, hogy Ferenc József osztrák-magyar uralkodót kérjék fel az ötödik delegált kijelölésére, de ettől a két másik fél elzárkózott, tartva attól, hogy egy német személyre fog esni a választása. December 22-én már Davis jelenlétében hivatalos ülésre kerülhetett sor, és a négy tengerésztiszt ekkor úgy döntött, hogy Hermann von Spaun tengernagy delegálását kérelmezik ötödik félként a bizottságba. A beérkezését megvárva 1905. január 9-re helyezték a következő ülést.
A januári ülésen az oroszok felismerték, hogy a nyolcvanas éveiben járó Kaznakov tengernagy nem volt megfelelő választás a részükről a bizottságba. Már a decemberi ülésen is többször elaludt, többször pedig ötödik delegáltnak egy olyan osztrák-magyar tengernagy meghívását kezdeményezte, aki már tíz éve halott volt. Az egyik megfigyelő szerint „nem tudott összerakni egy értelmes mondatot és láthatólag nem volt képes felismerni és megérteni bármit is.” Végül a párizsi orosz nagykövet kérelmezte, hogy a rossz egészségi állapotára hivatkozva hívják vissza az idős tengernagyot, helyette pedig Fjodor Vasziljevics Dubasov tengernagyot küldték, a cár szárnysegédjét.
Az első hivatalos ülésre mind az öt tengernagy jelenlétével 1915. január 9-én került sor a külügyminisztérium Quai d’Orsay-n lévő egyik nagy épületében. A február 25-ig tartó üléseknek három fajtája volt: nyíltak, zártak (csak olyanok részvételével, akik a bizottsággal kapcsolatban álltak), illetve a Tanácsteremben megtartottak voltak. Utóbbin csak a biztosok és a szakértők voltak jelen. Mikor a bizottság összeült, a tengernagyok az apartman végén foglaltak helyet, jobb szélen a brit, az orosz delegációval a bal szélen. Oroszország és Nagy-Britannia jogi segítőkkel is jelen lehetett, aki brit részről Edward Fry, orosz részről Michael Taube báró volt. Az oroszok jogi szakértője, akit eredetileg elküldeni szerettek volna, Fjodor de Martens lett volna, aki viszont nem vállalta el a megbízatást, mivel meg volt győződve arról, hogy nem voltak japán hadihajók az Északi-tengeren és Rozsesztvenszkij állításait nem tudta elfogadni. Ő maga pedig nem kívánta a harminc éves tudományos és diplomáciai munkássággal megszerzett nemzetközi tekintélyét egy világra szóló botránnyal tönkre tenni.

#### A meghallgatások
A beidézett orosz szemtanúk (a Vigóban hátrahagyott három tiszt) azt állították, hogy zászlóshajójukat, a Knyáz Szuvorovot balról és jobbról is egy-egy kivilágítatlan torpedónaszád közelítette meg az incidens során. Ellis hadnagy vallomása szerint ezek a járművek tisztán kivehetőek voltak a felrobbanó gránátok fényénél. Az oroszok állítása szerint két mérföld távolságról nyitottak rájuk tüzet, a britek által beidézett haditengerészeti szakértő ezzel szemben azt állította, hogy egy mérföld távolságon túlról lehetetlen felismerni egy torpedónaszádot olyan látási körülmények között, mint amilyenek azon az éjjelen voltak. A brit halászok tagadták, hogy torpedónaszádok lettek volna a közelben, hivatalos brit megkeresésre pedig Franciaország, Németország, Dánia, Hollandia, Svédország, Norvégia és Japán is jegyzékben tanúsította, hogy a kérdéses időben egyetlen hadihajójuk sem volt a közelben és ezek az országok jegyzékei azt is tartalmazták, hogy japán torpedónaszádok nem kötöttek ki a vizeiken és nem is szerelték fel őket a kikötőikben.
Az orosz szemtanúk szerint a halászhajókat a tűz megnyitásával egyidőben észlelték és bár igyekeztek őket megóvni, a tűzvonalba kerülve nem lehetett elkerülni, hogy találatokat szenvedjenek el. Az oroszok szerint a lövetés pontosan kilenc percig tartott, a Mino halászhajó kapitánya szerint azonban 20 percnél is tovább.
Az eljárás utolsó nyílt ülésére február 13-án került sor, ahol az érintett felek még egy utolsó alkalommal érvelhettek álláspontjuk mellett. A britek négy pontban foglalták össze a következtetéseiket, míg az oroszok kettőben. A britek arra meggyőződésre jutottak,
1. hogy 1914. október 21-22-ike éjszakáján tényszerűen nem voltak torpedónaszádok vagy rombolók a brit halászhajók között vagy az orosz flotta közelében, és hogy az orosz tisztek tévednek abban a hitükben, hogy ilyesféle hajók jelen voltak, vagy a közelben tartózkodtak, vagy támadást hajtottak végre, avagy szándékukban állt megtámadni az orosz flottát.
2. (a) hogy nem volt megfelelő indokuk ahhoz, hogy egyáltalán tüzet nyissanak.
(b) hogy mikor a tüzet megnyitották, hibás volt a célzás és az irányítás, amivel elkerülhető lett volna a halászflottának való károkozás.
(c) hogy a halászflotta lövetése indokolatlanul hosszú ideig folytatódott.
3. hogy az orosz hajók fedélzetén lévőknek segítséget kellett volna nyújtania a sérülteknek és a megrongálódott hajóknak.
4. hogy a brit halászhajók fedélzetén lévők eljárásában semmiféle hiba nem volt, sem azokéban, akik az irányításukat végezték.
Az oroszok evvel szemben azzal érveltek,
1. hogy az orosz hajóraj tüzelése 1904. október 21–22. (8-9.) éjjelén a hajóraj parancsnokának katonai kötelességeinek jogszerű teljesítésével lett elrendelve és végrehajtva.
2. hogy ennek következtében Rozsesztvenszkij tengernagy vagy bármelyik beosztottja nem terhelhető felelősséggel.[64]

#### A bizottság jelentése
A záró nyilatkozatok meghallgatása után az öt tengernagy zárt ülést tartott, hogy megfontolja és megfogalmazza a döntését. Annak ellenére, hogy a sajtóban megjelent cikkek az orosz és a brit tengernagy közötti összetűzésekről írtak, közöttük szívélyes volt a viszony az eljárás egész ideje alatt.
A bizottság a döntését 1905. február 25-én hozta nyilvánosságra, és ebben visszautasította az incidens oroszok általi verzióját. A tagok egybehangzóan arra jutottak, hogy a Gamecock Fleet nem tett semmit a támadás kiprovokálása érdekében, emiatt pedig nem lehet semmivel sem vádolni. A bizottság azt állapította meg, hogy „az akcióért és a tűz megnyitásának következményeiért, aminek a halászflotta ki lett téve, Rozsesztvenszkij tengernagy tehető felelőssé”. Ezentúl az orosz delegáltat, Dubasov tengernagyot leszámítva, a bizottság egyet értett abban, hogy nem voltak a közelben japán torpedónaszádok, ezért „a Roszesztvenszkij tengernagy által elrendelt tűzmegnyitás nem volt igazolható”. Ugyanez a négy delegált továbbá hiányolta, hogy az oroszok nem értesítették a hatóságokat arról, hogy halászok kerültek bajba.
A bizottság ugyanakkor felismerte a kompromisszumos megoldás szükségességét is. Megállapításában ennek megfelelően az is szerepelt, hogy Rozsesztvenszkij elővigyázatossági intézkedései nem voltak túlzóak. A hozzá eljutott jelentések természetéből ítélve a tengernagyok úgy ítélték meg, hogy Rozsesztvenszkijnek volt oka az óvatosságra és úgy vélték, hogy az orosz tengernagy „személyesen mindent megtett az incidens kezdetétől a végéig, hogy a halászhajókként azonosított járművekre a hajóraja tüzeljen.” A jelentés nem vonta kétségbe az oroszok emberiességét vagy a harci képességeit sem. Ezzel a döntéssel sikeres kompromisszumot értek el. Habár Oroszország felelősségét állapították meg, az oroszok nemzeti büszkeségét ugyanakkor épen hagyták azzal, hogy különbséget tettek a bűntény és a szándék között.
Ezzel a tengernagyok úgy találták, hogy az oroszok okozták az incidenst, azonban ez nem volt előre megfontolt és így indokolható volt. Ezzel a megfogalmazással a britek nem ragaszkodhattak Rozsesztvenszkij, vagy bármely tisztjének megbüntetéséhez. A doggerbanki incidens 1905, március 9-én zárult le, mikor az orosz kormányzat 65000 font értékű kártérítést fizetett a brit kormányzatnak, hogy „az október 21-ei incidens minden kárvallottjainak minden kárigényét kielégítse.”

## Az incidens nemzetközi háttere és hatása az európai szövetségi rendszerekre

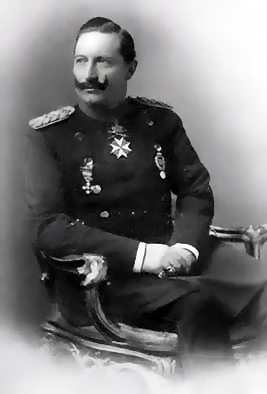
Vilmos császár az incidens után kereste a közeledést Oroszországgal

A brit közvélemény arra számított, hogy Nagy-Britannia az incidens hatására azonnal be fog lépni a háborúba Japán oldalán, a kormányzatuknak azonban ez nem állt szándékában, mivel túl nagynak ítélték meg egy világméretű háborúba való belesodródás esélyét. Egy Oroszországnak küldött brit hadüzenet könnyen egy a briteknek küldött francia hadüzenetet vonhatott volna maga után. A Nagy-Britannia és Franciaország között köttetett entente cordiale nem tartalmazott katonai szövetségre vonatkozó részeket, hanem csak az egymás közötti háborús konfliktus kialakulásának esélyét volt hivatott csökkenteni. A francia-orosz szövetség ellenben bár kifejezetten a Német Császárság ellen irányult, azonban Franciaország Nagy-Britanniával szembeni passzivitása esetén könnyen felbomolhatott volna. Ezután pedig Oroszország könnyen Németországgal léphetett volna szövetségre.
Ezeket a brit félelmeket erősítette, hogy Németország a Japánnal vívott háborúban Oroszország mellett állt és a kereskedelmi hajói segítettek megoldani Rozsesztvenszkij flottájának szénnel való ellátását. Erre reagálva a japán külügyminisztérium nyilvánosan tudtul adta, hogy a japán hadihajók nem fognak habozni a német szállítóhajókat elsüllyeszteni, amennyiben ezek – az egységesen nem definiált kiterjedésű – háborús övezetre lépnek be, hogy az oroszoknak szenet szállítsanak. Bármiféle eshetőségre felkészülve a német Kelet-ázsiai Hajóraj (Ostasiengeschwader) vezetése Csingtao védműveinek kiépítése mellett döntött. Az incidens utáni napokban privát levelezésükben Miklós cár felvetette egy orosz-német-francia szövetség ötletét Vilmos császárnak, amivel a brit-japán szövetség ellen léphetnének fel. Miklós ajánlatára Vilmos egy német-orosz védelmi szövetséget ajánlott, aminek értelmében ha valamelyiküket egy európai hatalom megtámadná, akkor a másik automatikusan a segítségére siet. Amennyiben Oroszországot érné ilyen támadás, úgy azok a németekkel együtt figyelmeztetnék a franciákat az orosz-francia szövetségben foglaltak betartására, különbékét pedig nem kötnének. Vilmos azonban csak utólag mutatta volna meg a franciáknak a szerződést, amitől Miklós visszakozott. A császár afelől is puhatolózott, hogy az oroszok hajlandóak lennének-e a csatahajóikat a jövőben német hajógyáraknál megépíttetni. Végül 1905 nyarán kötötték meg a finnországi Björkőben a német-orosz szövetséget (björkői szerződés), Lamsdorff tanácsára azonban Miklós később elállt ettől a szerződéstől.
A franciák számára egy Németország és Oroszország közti szövetség nem csak Elzász-Lotaringia megszerzését tette volna utópisztikussá, hanem maga Franciaország számára lett volna fenyegető. Egy olyan háborúból, ahol a francia-orosz szövetség áll szemben a brit-japánnal, Németország kimaradt volna, vagy a francia-orosz oldalon lépett volna be. Amennyiben kimaradt volna a konfliktusból, úgy a nevető harmadik szerepét játszhatta volna el, míg a második egy német-orosz egyezséget jelentett volna. Emellett Franciaország nem kockáztathatott egy háborút Nagy-Britanniával, mivel Oroszország Kelet-Ázsiában harcolt és a Második Csendes-óceáni Hajóraj elküldésével nem állt volna rendelkezésére nagyobb tengeri haderő Európában, így pedig a franciáknak egyedül kellett volna szembenéznie a brit flottával. Ezen okok miatt Párizs abban volt érdekelt, hogy a konfliktust minél előbb rendezzék és ezért igyekezett a briteket csillapítani. Ez sikerrel járt, mivel a brit kormányzat tisztában volt azzal, hogy a Brit Birodalom egy Franciaországgal Európában, Afrikában és Indokínában illetve ezzel egyidőben Oroszországgal Afganisztánban a „Nagy játszmaként” („The Great Game”) emlegetett közép-ázsiai vezető szerepért vívandó háborúra nincs felkészülve. Németország ez idő alatt zavartalanul befejezhette volna a hadiflottájának kiépítését, vagy beléphetett volna a háborúba, tovább rontva a britek helyzetét. Európában egy német-francia közös flotta a britek számára nagy veszélyt jelenthetett volna és Afrikában valamint Ázsiában újabb hadszínterek nyíltak volna német szárazföldi és tengeri csapatok bevonásával. Lansdowne brit külügyminiszter ezért a károk mérséklésén ügyködött és a konfliktus békés rendezését akarta elérni.

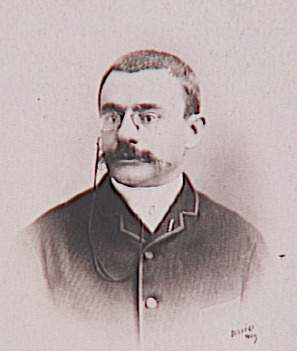
Théophile Delcassé

A francia külügyminiszter, Théophile Delcassé ennek köszönhetően is rá tudta venni a briteket a válság rendezésére és ezzel meg tudta akasztani a már folyamatban lévő német-orosz szövetségi tárgyalásokat. Delcassé azt követelte, hogy a cár amilyen gyorsan csak lehet kérjen bocsánatot a tengernagyának ballépéséért, mivel csak ilyen módon kerülhető el a katonai konfliktus. Az oroszok sem akartak háborúba keveredni Nagy-Britanniával, mivel a Kelet-Ázsiában vívott háború már amúgy is negatív hatással volt az orosz lakosságra és emellé jött volna még egy újabb front Afganisztánban. Ezen felül Rozsesztvenszkij hajóraja elveszett volna, a cár ezért is örömmel vette Franciaország közvetítőként való fellépését. Bernhard von Bülow birodalmi kancellár viszont Delcassében ellenséget látott és ezért nem tudta az orosz-francia szövetséget a saját céljaira felhasználni.
További konfliktussal fenyegetett a válság azáltal, hogy az orosz hajóraj a német Hamburg-Amerika Linie hajótársaság teherhajóiról vételezett szenet. Az oroszok üzemanyaggal való ellátását a japánok és a britek a német semlegesség megsértéseként értelmezték. A német kormányzat azzal a magyarázattal próbálta az affért elsimítani, hogy az oroszok szándékában áll a szénszállítók megvásárlása és orosz matrózok teljesítenek majd rajtuk szolgálatot. Az orosz haditengerészet vezérkara Szentpétervárott azonban visszautasította ezt és sürgette, hogy a szerződéseknek megfelelően a német beszállítók teljesítsék a kötelezettségeiket a továbbiakban is. Míg Németország minden érintettnél egyre inkább veszített a tekintélyéből, addig Delcassének sikerült a britek, franciák és oroszok közeledését elérnie.
A Német Birodalom számára ennek végzetes következményei lettek, mivel a doggerbanki incidens rendezése felgyorsította a francia-orosz-brit hármas közeledését és 1907-ben ez a „hármas antant” megkötéséhez vezetett, ami által a Német Birodalom bekerítve érezte magát. Németország izolációja idegességhez és fejetlenséghez vezetett, amit megmutattak az Oroszországgal vagy az Egyesült Államokkal kötendő szövetségek előnyeiről és hátrányairól szóló véget nem érő viták. Ugyanakkor a német külpolitika megpróbálta előnyére fordítani a helyzetet és Franciaországot rákényszeríteni arra, hogy elfogadja a német-orosz szövetséget az első marokkói válság idején. A Német Birodalom ebben nem csak súlyos diplomáciai vereséget szenvedett, hanem azt az érzetet is keltette a többi európai nagyhatalomban, hogy igyekszik őket kijátszani egymás ellen és háborút igyekszik szítani közöttük.

## Utóélete

### Okok keresése

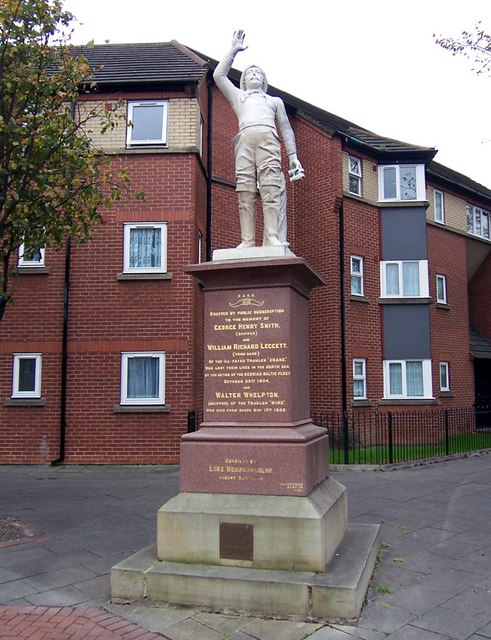
A halászok emlékműve

Rozsesztvenszkij zászlóshajójának törzstisztje, Vlagyimir Szemjonov másod osztályú kapitány később megpróbálta bebizonyítani, hogy ténylegesen tartózkodtak japán torpedónaszádok a Dogger-pad felett. Szemjonov, aki túlélte a csuzimai csatát, a tengernagyával együtt japán hadifogságba esett. A japánok őt egy szaszebói katonai kórházban helyezték el. Szemjonov az 1907-ben „Megtorlás” (Расплата) címmel megjelent könyvében azt állította, hogy egy japán tiszttel folytatott beszélgetés során az illető beismerte, hogy a doggerbanki incidens során a hajójával az Északi-tengeren tartózkodott. A kérdésre, hogy részese volt-e az incidensnek, a japán kitérőleg válaszolt. Szemjonov az elbeszélésével vélhetőleg Rozsesztvenszkij tengernagy kijelentéseit igyekezett igazolni, aki élete végéig kitartott azon meggyőződése mellett, hogy ténylegesen jelen voltak japán torpedónaszádok a Dogger-padnál.
Fred T. Jane brit történész meglátása szerint az oroszok eljárása az adott körülmények között katonai szempontból észszerű volt. Az 1906-ban Heresies of Sea Power címmel írott könyvében kifejezetten helyesli Rozsesztvenszkij tengernagy eljárását:
„Hogy az oroszok a saját hajóikra tüzeltek-e vagy sem, teljesen mindegy. A fő, hogy támadás alatt érezték magukat és azonnal tüzet nyitottak, tekintet nélkül arra, hogy bárki, aki a közelben van, megsérülhet. Tengerészeti szempontból ez egy abszolút kifogástalan cselekedet volt – ’Tüzelni mindenre, ami gyanús’, ez az egyetlen lehetséges parancs minden flotta számára, amely torpedótámadás alatt hiszi magát. Kivárni a bizonyosságot annyit jelenthet, mint önként kitenni magát a megsemmisülésnek. Hasonlóan egy tengernagy, aki abban a tudatban van, hogy megtámadták, a tévedésnél valami [sokkalta] rosszabbat cselekedne azzal, ha a saját tüzének bármiféle ártatlan áldozatának kimentése érdekében várakozna.”
Három évvel az események után, 1935-ben jelent meg egy orosz haditengerészeti lapban a Nikoláj Vasziljevics Novikov-Priboj által írt tanulmány, amely a doggerbanki incidens okait részleteiben vizsgálta. Ő tett említést a cári titkosrendőrség, az ohrana által felfogadott kém, Hekkelman szerepére a téves jelentéseket illetően. Novikov-Priboj a japán hadifogságban számos a csuzimai csatát túlélt tengerészt interjúvolt meg és ezek alapján igyekezett rekonstruálni a történteket. A beszámolók alapján az egyik löveg kezelői spontán nyitottak tüzet felsőbb utasítás nélkül. Ez a nemzetközi vizsgálóbizottság előtt ismeretlen részlet volt, mivel a tárgyalásokon csak a Rozsesztvenszkij tengernagy által Vigóból küldött három tiszt vallomásaira támaszkodhattak.

### Emlékezete

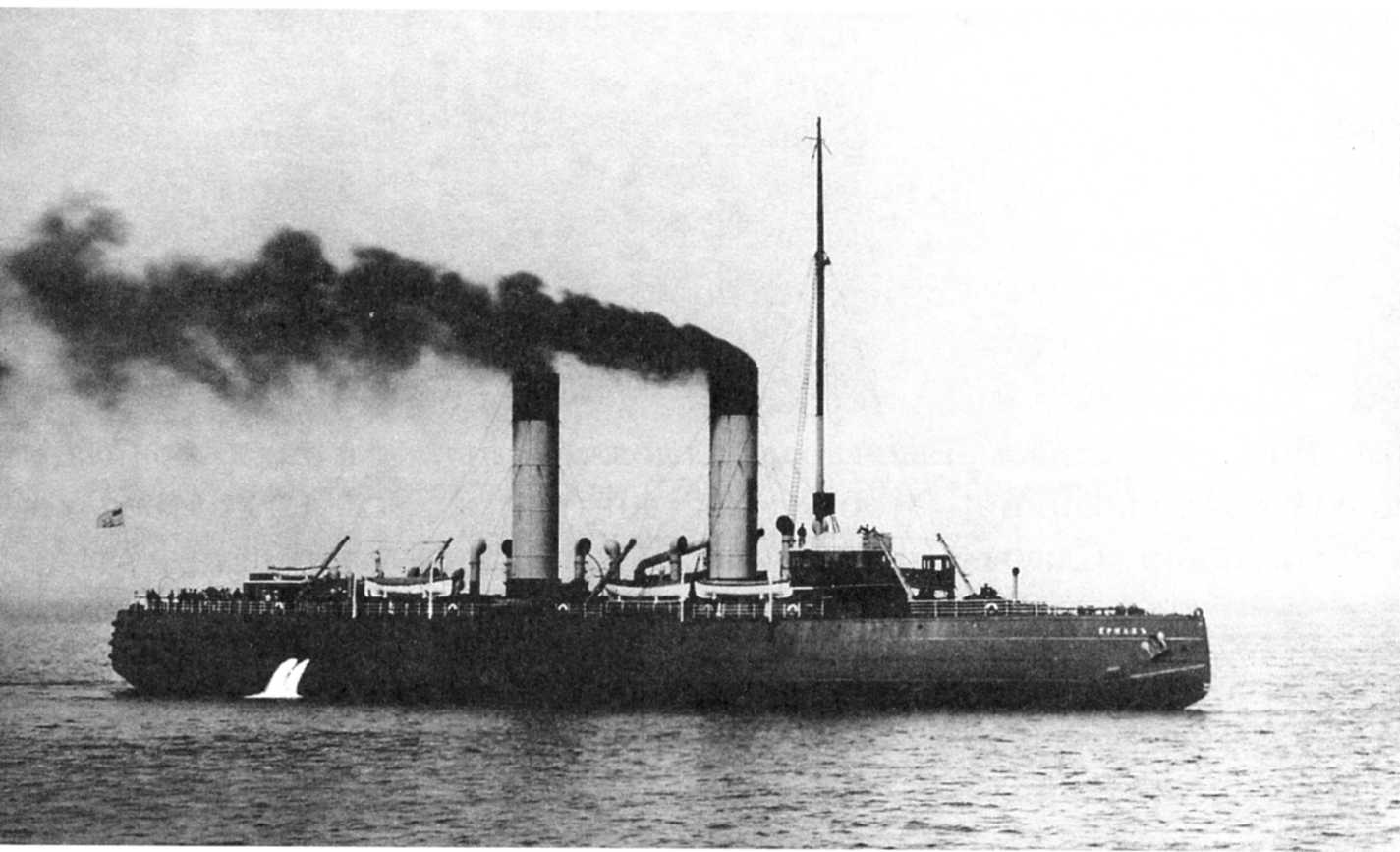
Az út elején a flottával tartó és „majdnem kilőtt” Jermák jégtörő

1906-ban avatták fel Kingston upon Hullban a Boulevard és a Hessle Road sarkán a Halászok Emlékművét (Fisherman’s Memorial), ami az incidens következtében elhunyt három brit tengerészre emlékeztet. Az 5,4 méter magas szobrot az egyik elhunyt tengerészről, George Henry Smith-ről mintázták és a következő felirat szerepel rajta:
„Közösségi adakozásból emeltetett George Henry Smith-nek (hajóskapitány) és William Richard Leggetnek (hajóslegény), a balsorsú CRANE halászhajóról, akik az Északi-tengeren veszítették életüket az Orosz Balti Flotta tevékenysége által, 1904. október 22., valamint Walter Whelptonnak, a MINO hajóparancsnokának, aki sokk következtében hunyt el 1905 májusában.”
Novikov-Priboj az 1935-ben megjelent „Csuzima” című könyvében említést tesz egy az orosz tengerészek által költött kis versikéről is, mely dióhéjban foglalja össze a – valószínűsíthetően – tényleges történéseket az incidens során:
„Skagen város csodát látott,
Majd kilőttük a Jermákot,
Japán sem volt, csak úgy látták…
Szétzúztunk öt halászbárkát…”

## Fordítás
- Ez a szócikk részben vagy egészben  a   Doggerbank-Zwischenfall című német Wikipédia-szócikk ezen változatának fordításán alapul.  Az eredeti cikk szerkesztőit annak laptörténete sorolja fel. Ez a jelzés csupán a megfogalmazás eredetét és a szerzői jogokat jelzi, nem szolgál a cikkben szereplő információk forrásmegjelöléseként.
- Ez a szócikk részben vagy egészben  a   Dogger Bank incident című angol Wikipédia-szócikk ezen változatának fordításán alapul.  Az eredeti cikk szerkesztőit annak laptörténete sorolja fel. Ez a jelzés csupán a megfogalmazás eredetét és a szerzői jogokat jelzi, nem szolgál a cikkben szereplő információk forrásmegjelöléseként.

## Linkek
- A nemzetközi bizottság jelentése, 1905. február 26. Archiválva 2016. április 1-i dátummal a Wayback Machine-ben (angol)
- Kiállítás a Hull Maritime Museumban „Russian Outrage“ címmel (angol)
- Details and History of some of the Trawlers
- Hull In Print (article on an exhibition for the centenary of the incident)
- The Dogger Bank Incident